# Roda JC Kerkrade in het seizoen 2013/14
In het seizoen 2013/14 speelt Roda JC Kerkrade voor het eenenveertigste achtereenvolgende jaar in de Eredivisie, na vorig jaar via de nacompetitie het eredivisieschap veilig te hebben gesteld. Tevens treden de Limburgers weer toe aan het toernooi om de KNVB Beker. Op 15 december 2013 werd bekend dat Ruud Brood is ontslagen wegens tegenvallende resultaten. Assistent-trainer Rick Plum en beloftentrainer Regilio Vrede nemen minimaal tot aan de winterstop de honneurs waar. Op 26 december 2013 maakte Roda JC Kerkrade bekend dat Jon Dahl Tomasson de opvolger wordt van Ruud Brood. Tomasson tekent een contract dat hem tot 1 juli 2017 aan de Limburgse club bindt.

## Transfers

### Vertrokken
| Nr. | Nationaliteit         | Naam            | Positie      | Nieuwe club     | Reden van vertrek                |
| --- | --------------------- | --------------- | ------------ | --------------- | -------------------------------- |
| 4   | Nederland             | Rob Wielaert    | Verdediger   | Melbourne Heart | Einde contract                   |
| 5   | Nederland             | Abel Tamata     | Verdediger   | PSV             | Werd gehuurd                     |
| 6   | Portugal              | Danilo Pereira  | Middenvelder | Parma FC        | Werd gehuurd                     |
| 11  | Marokko               | Adil Ramzi      | Middenvelder | n.n.b.          | Einde contract                   |
| 15  | België                | Jimmy Hempte    | Verdediger   | KV Oostende     | Einde contract                   |
| 16  | Syrië                 | Sanharib Malki  | Aanvaller    | Kasimpasa SK    | Verkocht                         |
| 23  | Hongarije             | Tamás Kádár     | Verdediger   | Diósgyőri VTK   | Optie gelicht door Diósgyőri VTK |
| 26  | België                | Laurent Delorge | Middenvelder | n.n.b.          | Einde contract                   |
| 24  | Bosnië en Herzegovina | Adnan Šećerović | Aanvaller    | MVV Maastricht  | Wordt voor een jaar verhuurd.    |

### Aangetrokken
| Nr. | Nationaliteit         | Naam            | Positie      | Vorige club                                           |
| --- | --------------------- | --------------- | ------------ | ----------------------------------------------------- |
| 6   | Nederland             | Roly Bonevacia  | Middenvelder | Ajax Werd gehuurd. Definitief overgenomen.            |
| 5   | Nederland             | Ard van Peppen  | Verdediger   | RKC Waalwijk                                          |
| 4   | Nederland             | Guy Ramos       | Verdediger   | RKC Waalwijk                                          |
| 23  | Nederland             | Wiljan Pluim    | Middenvelder | PEC Zwolle Werd verhuurd.                             |
| 17  | Nederland             | Henk Dijkhuizen | Verdediger   | Sparta Rotterdam                                      |
| 7   | Nederland             | Marc Höcher     | Aanvaller    | Willem II                                             |
| 15  | Nederland             | Anouar Kali     | Middenvelder | FC Utrecht                                            |
| 24  | Bosnië en Herzegovina | Adnan Šećerović | Aanvaller    | Fortuna Sittard Werd verhuurd.                        |
| 12  | Nederland             | Frank Demouge   | Aanvaller    | AFC Bournemouth Werd gehuurd. Definitief overgenomen. |
| 25  | Nederland             | Kees Luijckx    | Verdediger   | NAC Breda                                             |
| 16  | Nederland             | Timo Letschert  | Verdediger   | FC Groningen                                          |
| 11  | Nederland             | Anco Jansen     | Aanvaller    | De Graafschap                                         |
| 24  | Nederland             | Berry Powel     | Aanvaller    | Heracles Almelo                                       |

## Selectie en staf

### Technische- en medische staf
|                     | Naam              | Functie           |
| ------------------- | ----------------- | ----------------- |
| Vlag van Denemarken | Jon Dahl Tomasson | Hoofdtrainer      |
| Vlag van Nederland  | Rick Plum         | Assistent-trainer |
| Vlag van Nederland  | Regilio Vrede     | Trainer beloften  |
| Vlag van Nederland  | John Roox         | Keeperstrainer    |
| Vlag van Nederland  | Ger Senden        | Team Manager      |

|                    | Naam           | Functie                     |
| ------------------ | -------------- | --------------------------- |
| Vlag van Nederland | Mark Luijpers  | Conditie- en hersteltrainer |
| Vlag van Nederland | Norbert Keulen | Masseur/verzorger           |
| Vlag van Nederland | Bart Curfs     | Fysiotherapeut              |
| Vlag van Nederland | Rutger Sanders | Clubarts                    |

### Selectie
- = Aanvoerder |  = Blessure |  = Geschorst

| Nr.    |                                          | Naam                  | Positie      | Leeft. | Seiz.  | Wedstr. | Doelpunten | Gele kaarten | Rode kaarten | Twee keer geel |
| ------ | ---------------------------------------- | --------------------- | ------------ | ------ | ------ | ------- | ---------- | ------------ | ------------ | -------------- |
| 1      | Vlag van Polen                           | Filip Kurto           | Keeper       | 22     | 2e     | 27      | 0          | 1            | 0            | 0              |
| 2      | Vlag van België                          | Martijn Monteyne      | Verdediger   | 28     | 3e     | 6       | 0          | 0            | 0            | 0              |
| 3      | Vlag van België                          | Bart Biemans          | Verdediger   | 25     | 3e     | 22      | 0          | 4            | 0            | 1              |
| 4      | Vlag van Nederland · Vlag van Kaapverdië | Guy Ramos             | Verdediger   | 28     | 1e     | 5       | 0          | 1            | 0            | 1              |
| 5      | Vlag van Nederland                       | Ard van Peppen        | Verdediger   | 28     | 1e     | 24      | 0          | 6            | 0            | 1              |
| 6      | Vlag van Nederland                       | Roly Bonevacia        | Middenvelder | 22     | 2e     | 19      | 0          | 3            | 2            | 0              |
| 7      | Vlag van Nederland                       | Marc Höcher           | Aanvaller    | 29     | 1e     | 22      | 2          | 0            | 0            | 0              |
| 8      | Vlag van Nederland                       | Mark-Jan Fledderus    | Middenvelder | 30     | 3e     | 16      | 5          | 3            | 0            | 0              |
| 9      | Vlag van Hongarije                       | Krisztián Németh      | Aanvaller    | 24     | 2e     | 21      | 8          | 4            | 0            | 0              |
| 10     | Vlag van België                          | Davy De Beule         | Middenvelder | 31     | 3e     | 2       | 0          | 2            | 0            | 0              |
| 11     | Vlag van Nederland                       | Anco Jansen           | Aanvaller    | 24     | 1e     | 2       | 0          | 0            | 0            | 0              |
| 12     | Vlag van Nederland                       | Frank Demouge         | Aanvaller    | 31     | 2e     | 15      | 2          | 3            | 2            | 0              |
| 14     | Vlag van Nederland                       | Mitchell Donald       | Middenvelder | 24     | 3e     | 27      | 6          | 1            | 0            | 0              |
| 15     | Vlag van Nederland                       | Anouar Kali           | Middenvelder | 22     | 1e     | 24      | 1          | 8            | 0            | 0              |
| 16     | Vlag van Nederland                       | Timo Letschert        | Verdediger   | 20     | 1e     | 5       | 0          | 0            | 0            | 0              |
| 17     | Vlag van Nederland                       | Henk Dijkhuizen       | Verdediger   | 21     | 1e     | 17      | 2          | 2            | 1            | 0              |
| 18     | Vlag van Kameroen · Vlag van België      | Arnaud Sutchuin-Djoum | Middenvelder | 24     | 6e     | 17      | 0          | 1            | 0            | 0              |
| 19     | Vlag van Nederland                       | Mitchel Paulissen     | Middenvelder | 20     | 3e     | 10      | 0          | 3            | 0            | 0              |
| 20     | Vlag van Nederland                       | Guus Hupperts         | Aanvaller    | 21     | 5e     | 27      | 7          | 4            | 0            | 0              |
| 21     | Vlag van Polen                           | Mateusz Prus          | Keeper       | 23     | 4e     | 0       | 0          | 0            | 0            | 0              |
| 22     | Vlag van Nederland                       | Bryan Roox            | Keeper       | 20     | 3e     | 0       | 0          | 0            | 0            | 0              |
| 23     | Vlag van Nederland                       | Wiljan Pluim          | Middenvelder | 24     | 3e     | 21      | 2          | 1            | 0            | 0              |
| 24     | Vlag van Nederland                       | Berry Powel           | Aanvaller    | 33     | 1e     | 2       | 0          | 0            | 0            | 0              |
| 25     | Vlag van Nederland                       | Kees Luijckx          | Verdediger   | 27     | 1e     | 25      | 2          | 7            | 0            | 1              |
| 39     | Vlag van Griekenland · Vlag van Albanië  | Vasil Shkurtaj        | Aanvaller    | 21     | 1e     | 8       | 1          | 0            | 0            | 0              |
| Totaal | Totaal                                   | Totaal                | Totaal       | Totaal | Totaal | Totaal  | 38         | 54           | 5            | 4              |

## Statistieken

### Eindstand
| pos | club             | gs | w  | g  | v  | pnt | dv | dt | ds  |
| --- | ---------------- | -- | -- | -- | -- | --- | -- | -- | --- |
| 14. | Heracles Almelo  | 34 | 10 | 7  | 17 | 37  | 45 | 59 | −14 |
| 15. | NAC Breda        | 34 | 8  | 11 | 15 | 35  | 43 | 54 | −11 |
| 16. | RKC Waalwijk     | 34 | 7  | 11 | 16 | 32  | 44 | 64 | −20 |
| 17. | N.E.C.           | 34 | 5  | 15 | 14 | 30  | 54 | 82 | −28 |
| 18. | Roda JC Kerkrade | 34 | 7  | 8  | 19 | 29  | 44 | 69 | −25 |

### Legenda
| Kleur | Kwalificatie voor                                 |
| ----- | ------------------------------------------------- |
|       | Play-offs voor de Europa League, tweede voorronde |
|       | Play-offs tegen degradatie naar de Eerste divisie |
|       | Degradatie naar de Eerste divisie                 |

### Winst/Gelijk/Verlies
| Speelronde | 1 | 2 | 3 | 4 | 5 | 6 | 7 | 8 | 9 | 10 | 11 | 12 | 13 | 14 | 15 | 16 | 17 | 18 | 19 | 20 | 21 | 22 | 23 | 24 | 25 | 26 | 27 | 28 | 29 | 30 | 31 | 32 | 33 | 34 |
| ---------- | - | - | - | - | - | - | - | - | - | -- | -- | -- | -- | -- | -- | -- | -- | -- | -- | -- | -- | -- | -- | -- | -- | -- | -- | -- | -- | -- | -- | -- | -- | -- |
| W/G/V      | V | W | G | W | V | V | G | G | G | W  | W  | G  | V  | G  | V  | V  | V  | V  | G  | W  | V  | V  | V  | V  | V  | V  | W  | V  | V  | V  | G  | V  | V  | W  |

Winst
Gelijk
Verlies

### Positieverloop
| Speelronde | 1  | 2  | 3  | 4 | 5  | 6  | 7  | 8  | 9  | 10 | 11 | 12 | 13 | 14 | 15 | 16 | 17 | 18 | 19 | 20 | 21 | 22 | 23 | 24 | 25 | 26 | 27 | 28 | 29 | 30 | 31 | 32 | 33 | 34 | Eindstand |
| ---------- | -- | -- | -- | - | -- | -- | -- | -- | -- | -- | -- | -- | -- | -- | -- | -- | -- | -- | -- | -- | -- | -- | -- | -- | -- | -- | -- | -- | -- | -- | -- | -- | -- | -- | --------- |
| Stand      | 18 | 11 | 11 | 5 | 10 | 14 | 13 | 13 | 13 | 10 | 9  | 9  | 11 | 11 | 12 | 14 | 14 | 15 | 16 | 15 | 16 | 16 | 16 | 18 | 18 | 18 | 17 | 18 | 18 | 18 | 18 | 18 | 18 | 18 | 18        |

### Speelminuten
|                       | 1   | 2   | 3   | 4   | 5   | 6   | 7   | 8   | 9    | 10  | 11  | 12  | 13  | 14  | 15  | 16  | 17  | 18  | 19  | 20  | 21  | 22  | 23  | 24  | 25  | 26  | 27  | 28 | 29 | 30 | 31 | 32 | 33 | 34 | Totaal |
| --------------------- | --- | --- | --- | --- | --- | --- | --- | --- | ---- | --- | --- | --- | --- | --- | --- | --- | --- | --- | --- | --- | --- | --- | --- | --- | --- | --- | --- | -- | -- | -- | -- | -- | -- | -- | ------ |
| Filip Kurto           | X   | X   | X   | X   | X   | X   | X   | X   | X    | X   | X   | X   | X   | X   | X   | X   | X   | X   | X   | X   | X   | X   | X   | X   | X   | X   | X   |    |    |    |    |    |    |    | 2430   |
| Martijn Monteyne      |     |     |     |     |     |     |     |     |      |     |     |     |     |     |     |     |     |     | X   | 52i | 88u | X   |     |     | 2i  | X   |     |    |    |    |    |    |    |    | 412    |
| Bart Biemans          | X   | X   | X   | X   | X   | X   | X   | X   | X    | X   | X   | X   | 29u | 90g |     | X   | X   | X   | X   | X   | X   | X   | X   |     |     |     |     |    |    |    |    |    |    |    | 1959   |
| Guy Ramos             |     |     |     |     |     |     |     |     |      |     |     |     |     |     |     |     |     |     |     |     | 2i  | 2i  |     | 78u | 89g |     | X   |    |    |    |    |    |    |    | 261    |
| Ard van Peppen        | X   | X   | X   | X   | 78u |     | X   | X   | X    | X   | X   | X   | 48g |     | X   | X   | X   | X   |     | X   | X   | 88u | X   | X   | X   | X   | X   |    |    |    |    |    |    |    | 2104   |
| Roly Bonevacia        | 4i  | 17i | 9i  | 8i  | X   | X   | 1i  | 58i | 23r  |     | 1i  | 17i | 11i | X   | 86u | 65u | 30i | 78u |     |     |     |     | X   | 27i |     | 28r |     |    |    |    |    |    |    |    | 823    |
| Marc Höcher           | X   |     | 27i | 82u | X   | X   |     |     | 7i   | 13i | 10i | 21i | 12i | 45i | 2i  | 67i | 24i | 58i | 18i | 10i | 9i  |     | 69i | 9i  | 14i | X   | X   |    |    |    |    |    |    |    | 947    |
| Mark-Jan Fledderus    |     | X   | X   | X   | X   | 45u | X   | X   | 83u  | X   | X   | X   | X   | X   | X   | 23u |     |     |     |     |     |     |     |     |     |     | 1i  |    |    |    |    |    |    |    | 1232   |
| Krisztián Németh      | X   | 66u | 81u | 80u | 64u | 25i | X   | 82u | 45u  | 77u | 89u | 55u | 78u | 80u | X   | X   | X   | 32u |     |     |     |     |     |     | 88u | 80u |     |    |    |    |    |    |    |    | 1472   |
| Davy De Beule         |     |     |     |     |     |     |     |     |      |     |     |     |     |     |     |     |     |     |     |     |     |     |     |     |     | 22i | 2i  |    |    |    |    |    |    |    | 24     |
| Anco Jansen           |     |     |     |     |     |     |     |     |      |     |     |     |     |     |     |     |     |     |     |     |     | X   | 21u |     |     |     |     |    |    |    |    |    |    |    | 111    |
| Frank Demouge         |     | 24i | 23i | 10i | 45i | 71r |     | 40i | 23ir | 13i | 29i | 35i | 61i | 45i |     | 25i | X   |     |     |     |     |     |     |     |     |     | 8i  |    |    |    |    |    |    |    | 542    |
| Mitchell Donald       | 86u | X   | 67u | X   | X   | X   | X   | X   | X    | X   | 61u | 73u | X   | X   | 79u | X   | 66u | X   | X   | X   | X   | X   | X   | X   | X   | X   | 88u |    |    |    |    |    |    |    | 2320   |
| Anouar Kali           | X   | 80u | X   | 82u |     | X   | 89u | X   | X    | X   | X   | X   | X   | X   | X   |     | X   | X   | X   | X   | X   | X   |     | X   | X   | X   | X   |    |    |    |    |    |    |    | 2141   |
| Timo Letschert        |     |     |     |     |     |     |     |     |      |     |     |     |     |     |     |     |     |     |     |     |     |     | X   | X   | X   | X   | X   |    |    |    |    |    |    |    | 450    |
| Henk Dijkhuizen       | X   | X   | X   | X   | 82r |     | X   |     |      | X   | X   | X   | X   | X   | X   | X   | X   | X   | X   | 38u |     |     |     |     |     |     |     |    |    |    |    |    |    |    | 1470   |
| Arnaud Sutchuin-Djoum |     | 10i |     |     | 26i | X   |     | X   | X    |     |     |     |     | 45u | 11i |     |     | X   | X   | X   | X   | X   | X   | 63u | X   | 68u | X   |    |    |    |    |    |    |    | 1213   |
| Mitchel Paulissen     | 4i  |     |     |     |     |     |     | 8i  |      |     |     |     |     |     |     |     | 10i | 73u | 72u | 80u | 81u |     |     | 81u | 76u | 50i |     |    |    |    |    |    |    |    | 535    |
| Guus Hupperts         | X   | X   | 63u | 8i  | 12i | 45i | X   | X   | X    | 77u | 80u | 69u | X   | X   | X   | X   | X   | X   | X   | X   | X   | X   | X   | X   | X   | 40u | 89u |    |    |    |    |    |    |    | 2103   |
| Bryan Roox            |     |     |     |     |     |     |     |     |      |     |     |     |     |     |     |     |     |     |     |     |     |     |     |     |     |     |     |    |    |    |    |    |    |    | 0      |
| Wiljan Pluim          | 86u | 73u | X   | X   | 45u | 65u | X   | 60u | 64u  | X   | X   | X   | 74u | 45u | 88u | X   | 60u |     |     | 23i |     | 29i | 88u | X   |     |     |     |    |    |    |    |    |    |    | 1558   |
| Berry Powel           |     |     |     |     |     |     |     |     |      |     |     |     |     |     |     |     |     |     |     |     |     |     |     |     |     | 10i | 82u |    |    |    |    |    |    |    | 92     |
| Kees Luijckx          | X   | X   | X   | X   | X   | X   | X   | 32u | 45i  | X   | X   | X   | X   |     | X   | X   | 80u | 12i | X   | X   | X   | X   | X   | X   | 87g |     | X   |    |    |    |    |    |    |    | 2056   |
| Vasil Shkurtaj        |     |     |     |     |     |     |     |     |      |     |     |     |     | 10i | 4i  |     |     | 17i |     | 67u | 64u | 61u | 2i  | 12i |     |     |     |    |    |    |    |    |    |    | 237    |

- X = Hele wedstrijd
- u = Minuten gespeeld tot uitvallen
- i = Minuten gespeeld na invallen
- r = Minuten gespeeld tot aan rode kaart
- g = Minuten gespeeld tot aan rode kaart (2× geel)

## Vriendschappelijk
| 29 juni 2013, 18u00                                             | RKVV Haanrade | 0-13 (0-8) | Roda JC Kerkrade | Opstelling RKVV Haanrade | Opstelling Roda JC Kerkrade |
| Stadion: Sportcomplex Carisborg, Kerkrade Toeschouwers: ± 1.500 |               |            | 5' Mitchel Paulissen 15' Guus Hupperts 17' Mitchell Donald 21' Mark-Jan Fledderus 24' Mitchel Paulissen 35' Mitchell Donald 38' Mitchell Donald 42' Mitchell Donald 54' Mitchel Paulissen 63' Mark-Jan Fledderus 67' Mitchel Paulissen 75' Adnan Šećerović 86' Guus Hupperts |                          | Kurto (Roox 46'), Monteyne (Dijkhuizen 46'), Biemans, Ramos (Werker 60'), van Peppen (Wijnen 60'), Bonevacia, Fledderus, Donald (De Beule 46'), Paulissen, Pluim (Šećerović 60'), Hupperts |
| Stadion: Sportcomplex Carisborg, Kerkrade Toeschouwers: ± 1.500 |               |            | |                          | Kurto (Roox 46'), Monteyne (Dijkhuizen 46'), Biemans, Ramos (Werker 60'), van Peppen (Wijnen 60'), Bonevacia, Fledderus, Donald (De Beule 46'), Paulissen, Pluim (Šećerović 60'), Hupperts |
| Stadion: Sportcomplex Carisborg, Kerkrade Toeschouwers: ± 1.500 |               |            | |                          | Kurto (Roox 46'), Monteyne (Dijkhuizen 46'), Biemans, Ramos (Werker 60'), van Peppen (Wijnen 60'), Bonevacia, Fledderus, Donald (De Beule 46'), Paulissen, Pluim (Šećerović 60'), Hupperts |
|                                                                 |               |            | |                          | |

| 6 juli 2013, 18u00                                            | RKSV Groene Ster                      | 2-12 (1-4) | Roda JC Kerkrade | Opstelling RKSV Groene Ster | Opstelling Roda JC Kerkrade |
| Stadion: Sportpark Pronsebroek, Heerlen Toeschouwers: ± 2.000 | Emil Miljkovic 41' Levi ten Brink 74' |            | 11' Mitchell Donald 35' Mitchell Donald 38' Krisztián Németh 40' Guus Hupperts 50' Mark-Jan Fledderus 58' Mark-Jan Fledderus 60' Mitchel Paulissen 62' Kevin Werker 71' Krisztián Németh 72' Guus Hupperts 73' Krisztián Németh 85' Mitchel Paulissen |                             | Kurto, Monteyne (Dijkhuizen 46'), Biemans (Werker 66'), Sissoko, van Peppen (Wijnen 74'), Kali (Šećerović 74'), Fledderus, Donald (Höcher 60'), Hupperts, Pluim (Paulissen 46'), Németh |
| Stadion: Sportpark Pronsebroek, Heerlen Toeschouwers: ± 2.000 |                                       |            | |                             | Kurto, Monteyne (Dijkhuizen 46'), Biemans (Werker 66'), Sissoko, van Peppen (Wijnen 74'), Kali (Šećerović 74'), Fledderus, Donald (Höcher 60'), Hupperts, Pluim (Paulissen 46'), Németh |
| Stadion: Sportpark Pronsebroek, Heerlen Toeschouwers: ± 2.000 |                                       |            | |                             | Kurto, Monteyne (Dijkhuizen 46'), Biemans (Werker 66'), Sissoko, van Peppen (Wijnen 74'), Kali (Šećerović 74'), Fledderus, Donald (Höcher 60'), Hupperts, Pluim (Paulissen 46'), Németh |
|                                                               |                                       |            | |                             | |

| 9 juli 2013, 17u00                                       | Alemannia Aachen    | 1-0 (0-0) | Roda JC Kerkrade | Opstelling Alemannia Aachen | Opstelling Roda JC Kerkrade |  |
| Stadion: Römerbergstadion, Bergkamen Toeschouwers: ± 300 | Abedin Krasniqi 58' |           |                  | Löhe (Unger 46'), Schumacher (Ajani 63'), Göhsl (Szewczyk 71'), Lünenbach (Korb 46'), Strujic (Lejan 46'), Drevina (Marquet 46'), Moosmayer (Neppe 46'), Sangare (Abel 46'), Garcia (Yoshihara 46'), Ahrens (Dowidat 46'), Zimmermann (Krasniqi 46') | Kurto, Monteyne (Dijkhuizen 39'), Biemans, Werker (Wijnen 59'), van Peppen, Kali, Bonevacia, Hupperts (Höcher 46'), Donald (Paulissen 46'), Fledderus (Šećerović 46'), Németh |  |
| Stadion: Römerbergstadion, Bergkamen Toeschouwers: ± 300 |                     |           |                  | Löhe (Unger 46'), Schumacher (Ajani 63'), Göhsl (Szewczyk 71'), Lünenbach (Korb 46'), Strujic (Lejan 46'), Drevina (Marquet 46'), Moosmayer (Neppe 46'), Sangare (Abel 46'), Garcia (Yoshihara 46'), Ahrens (Dowidat 46'), Zimmermann (Krasniqi 46') | Kurto, Monteyne (Dijkhuizen 39'), Biemans, Werker (Wijnen 59'), van Peppen, Kali, Bonevacia, Hupperts (Höcher 46'), Donald (Paulissen 46'), Fledderus (Šećerović 46'), Németh |  |
| Stadion: Römerbergstadion, Bergkamen Toeschouwers: ± 300 |                     |           |                  | Löhe (Unger 46'), Schumacher (Ajani 63'), Göhsl (Szewczyk 71'), Lünenbach (Korb 46'), Strujic (Lejan 46'), Drevina (Marquet 46'), Moosmayer (Neppe 46'), Sangare (Abel 46'), Garcia (Yoshihara 46'), Ahrens (Dowidat 46'), Zimmermann (Krasniqi 46') | Kurto, Monteyne (Dijkhuizen 39'), Biemans, Werker (Wijnen 59'), van Peppen, Kali, Bonevacia, Hupperts (Höcher 46'), Donald (Paulissen 46'), Fledderus (Šećerović 46'), Németh |  |
|                                                          |                     |           |                  | | |  |

| 12 juli 2013, 17u00                   | Schalke 04 U23                | 2-3 (0-3) | Roda JC Kerkrade                                         | Opstelling Schalke 04 U23 | Opstelling Roda JC Kerkrade |
| Stadion: Sportcentrum Kaiserau, Kamen | Strafschop 53' Strafschop 55' |           | 16' Eigen Doelpunt 36' Mitchell Donald 39' Guus Hupperts |                           | Kurto, Wijnen, Bonevacia, Biemans, van Peppen, Kali, Pluim, Hupperts (Höcher 62'), Donald (Šećerović 77'), Fledderus, Paulissen |
| Stadion: Sportcentrum Kaiserau, Kamen |                               |           |                                                          |                           | Kurto, Wijnen, Bonevacia, Biemans, van Peppen, Kali, Pluim, Hupperts (Höcher 62'), Donald (Šećerović 77'), Fledderus, Paulissen |
| Stadion: Sportcentrum Kaiserau, Kamen |                               |           |                                                          |                           | Kurto, Wijnen, Bonevacia, Biemans, van Peppen, Kali, Pluim, Hupperts (Höcher 62'), Donald (Šećerović 77'), Fledderus, Paulissen |
|                                       |                               |           |                                                          |                           | |

| 16 juli 2013, 19u00                                          | EVV Echt | 0-5 (0-2) | Roda JC Kerkrade                                                                                       | Opstelling EVV Echt | Opstelling Roda JC Kerkrade |  |
| Stadion: Sportpark In de Bandert, Echt Toeschouwers: ± 2.000 |          |           | 40' Mitchell Donald 45' Mark-Jan Fledderus 58' Krisztián Németh 64' Krisztián Németh 65' Guus Hupperts | Peeters, Beckers, Nijpels, Op den Kamp, Meijer, Verheijen (Gula 46'), Arets (Ritzen 55'), Simons (Rullenraad 31'), Meerburg, De Wit (Blattler 55'), Eind | Kurto, Wijnen, Luijckx, Biemans (Werker 75'), van Peppen, Pluim, Kali (Bonevacia 46'), Hupperts (Šećerović 75'), Donald (Paulissen 46'), Fledderus (Höcher 46'), Németh |  |
| Stadion: Sportpark In de Bandert, Echt Toeschouwers: ± 2.000 |          |           | | Peeters, Beckers, Nijpels, Op den Kamp, Meijer, Verheijen (Gula 46'), Arets (Ritzen 55'), Simons (Rullenraad 31'), Meerburg, De Wit (Blattler 55'), Eind | Kurto, Wijnen, Luijckx, Biemans (Werker 75'), van Peppen, Pluim, Kali (Bonevacia 46'), Hupperts (Šećerović 75'), Donald (Paulissen 46'), Fledderus (Höcher 46'), Németh |  |
| Stadion: Sportpark In de Bandert, Echt Toeschouwers: ± 2.000 |          |           | | Peeters, Beckers, Nijpels, Op den Kamp, Meijer, Verheijen (Gula 46'), Arets (Ritzen 55'), Simons (Rullenraad 31'), Meerburg, De Wit (Blattler 55'), Eind | Kurto, Wijnen, Luijckx, Biemans (Werker 75'), van Peppen, Pluim, Kali (Bonevacia 46'), Hupperts (Šećerović 75'), Donald (Paulissen 46'), Fledderus (Höcher 46'), Németh |  |
|                                                              |          |           | | | |  |

| 19 juli 2013, 19u00                       | Waasland-Beveren | 1-2 (1-0) | Roda JC Kerkrade                      | Opstelling Waasland-Beveren | Opstelling Roda JC Kerkrade |  |
| Stadion: Sportpark Strijthagen, Landgraaf | René Sterckx 45' |           | 62' Kees Luijckx 80' Krisztián Németh | Steppe, Verwilligen, Sibum, Gershon (Bojović 45'), Čale (Doumbia 63'), Lebihhi (Ladrière 63'), Blondelle, Marić (Santos 63'), Sterckx (Luyckx 63'), Henskens (Mutombo 63'), Emond (Demjan 63') | Kurto, Dijkhuizen, Luijckx, Biemans, van Peppen, Bonevacia (Pluim 46'), Kali, Hupperts (Höcher 46'), Donald (Paulissen 77'), Fledderus, Németh (Šećerović 86') |  |
| Stadion: Sportpark Strijthagen, Landgraaf |                  |           |                                       | Steppe, Verwilligen, Sibum, Gershon (Bojović 45'), Čale (Doumbia 63'), Lebihhi (Ladrière 63'), Blondelle, Marić (Santos 63'), Sterckx (Luyckx 63'), Henskens (Mutombo 63'), Emond (Demjan 63') | Kurto, Dijkhuizen, Luijckx, Biemans, van Peppen, Bonevacia (Pluim 46'), Kali, Hupperts (Höcher 46'), Donald (Paulissen 77'), Fledderus, Németh (Šećerović 86') |  |
| Stadion: Sportpark Strijthagen, Landgraaf |                  |           |                                       | Steppe, Verwilligen, Sibum, Gershon (Bojović 45'), Čale (Doumbia 63'), Lebihhi (Ladrière 63'), Blondelle, Marić (Santos 63'), Sterckx (Luyckx 63'), Henskens (Mutombo 63'), Emond (Demjan 63') | Kurto, Dijkhuizen, Luijckx, Biemans, van Peppen, Bonevacia (Pluim 46'), Kali, Hupperts (Höcher 46'), Donald (Paulissen 77'), Fledderus, Németh (Šećerović 86') |  |
|                                           |                  |           |                                       | | |  |

| 23 juli 2013, 18u30                                                                              | Roda JC Kerkrade       | 1-0 (0-0) | KV Mechelen | Opstelling Roda JC Kerkrade | Opstelling KV Mechelen |  |
| Stadion: Parkstad Limburg Stadion, Kerkrade Toeschouwers: ± 4.000 Scheidsrechter: Eric Braamhaar | Kenny Van Hoevelen 52' |           |             | Kurto, Dijkhuizen, Luijckx, Biemans, van Peppen, Pluim, Kali (Fledderus 60'), Hupperts (Šećerović 76'), Donald (Bonevacia 60'), Höcher, Németh | Pačovski, Vandam, Van Hoevelen, Michalski, Karahmet, Van Damme, Rits, Destorme, Claes (Diabang 69'), Prodell (Zhairi 75'), Junker |  |
| Stadion: Parkstad Limburg Stadion, Kerkrade Toeschouwers: ± 4.000 Scheidsrechter: Eric Braamhaar |                        |           |             | Kurto, Dijkhuizen, Luijckx, Biemans, van Peppen, Pluim, Kali (Fledderus 60'), Hupperts (Šećerović 76'), Donald (Bonevacia 60'), Höcher, Németh | Pačovski, Vandam, Van Hoevelen, Michalski, Karahmet, Van Damme, Rits, Destorme, Claes (Diabang 69'), Prodell (Zhairi 75'), Junker |  |
| Stadion: Parkstad Limburg Stadion, Kerkrade Toeschouwers: ± 4.000 Scheidsrechter: Eric Braamhaar |                        |           |             | Kurto, Dijkhuizen, Luijckx, Biemans, van Peppen, Pluim, Kali (Fledderus 60'), Hupperts (Šećerović 76'), Donald (Bonevacia 60'), Höcher, Németh | Pačovski, Vandam, Van Hoevelen, Michalski, Karahmet, Van Damme, Rits, Destorme, Claes (Diabang 69'), Prodell (Zhairi 75'), Junker |  |
|                                                                                                  |                        |           |             | | |  |

| 10 oktober 2013, 15u00                       | Standard Luik                          | 2-1 (2-1) | Roda JC Kerkrade | Opstelling Standard Luik | Opstelling Roda JC Kerkrade |
| Stadion: Académie Robert Louis Dreyfus, Luik | Mehdi Carcela 19' Astrit Ajdarević 33' |           | 28' Marc Höcher  |                          | Kurto (Prus 46'), Zwartjes, Luijckx, Bonevacia (Shkurtaj 46'), Kali, Sutchuin Djoum (de Jongh 68'), Jacobs (Bösing 65'), Pluim (Werker 46'), Paulissen, Höcher, Demouge (Donald 46') |
| Stadion: Académie Robert Louis Dreyfus, Luik |                                        |           |                  |                          | Kurto (Prus 46'), Zwartjes, Luijckx, Bonevacia (Shkurtaj 46'), Kali, Sutchuin Djoum (de Jongh 68'), Jacobs (Bösing 65'), Pluim (Werker 46'), Paulissen, Höcher, Demouge (Donald 46') |
| Stadion: Académie Robert Louis Dreyfus, Luik |                                        |           |                  |                          | Kurto (Prus 46'), Zwartjes, Luijckx, Bonevacia (Shkurtaj 46'), Kali, Sutchuin Djoum (de Jongh 68'), Jacobs (Bösing 65'), Pluim (Werker 46'), Paulissen, Höcher, Demouge (Donald 46') |
|                                              |                                        |           |                  |                          | |

| 10 januari 2014, 16u00              | Roda JC Kerkrade                      | 2-1 (0-0) | Club Brugge        | Opstelling Roda JC Kerkrade | Opstelling Club Brugge |  |
| Stadion: Estadio Municipal Marbella | Guus Hupperts 82' Guus Hupperts 90+2' |           | 68' Víctor Vázquez | Kurto, Dijkhuizen, Biemans (Ramos 56'), Luijckx, Monteyne (van Peppen 63'), Sutchuin Djoum, Kali, Hupperts, Donald (Pluim 83'), Paulissen (Höcher 69'), Shkurtaj | Ryan, De Bock, Larsen (Wang 46'), Mechele, Høgli, Simons, Vadis (Verstraete 85'), Vázquez (Adu 63'), Sobota (Storm 46'), Fatai (Guðjohnsen 46'), Lestienne (Dierckx 46') |  |
| Stadion: Estadio Municipal Marbella |                                       |           |                    | Kurto, Dijkhuizen, Biemans (Ramos 56'), Luijckx, Monteyne (van Peppen 63'), Sutchuin Djoum, Kali, Hupperts, Donald (Pluim 83'), Paulissen (Höcher 69'), Shkurtaj | Ryan, De Bock, Larsen (Wang 46'), Mechele, Høgli, Simons, Vadis (Verstraete 85'), Vázquez (Adu 63'), Sobota (Storm 46'), Fatai (Guðjohnsen 46'), Lestienne (Dierckx 46') |  |
| Stadion: Estadio Municipal Marbella |                                       |           |                    | Kurto, Dijkhuizen, Biemans (Ramos 56'), Luijckx, Monteyne (van Peppen 63'), Sutchuin Djoum, Kali, Hupperts, Donald (Pluim 83'), Paulissen (Höcher 69'), Shkurtaj | Ryan, De Bock, Larsen (Wang 46'), Mechele, Høgli, Simons, Vadis (Verstraete 85'), Vázquez (Adu 63'), Sobota (Storm 46'), Fatai (Guðjohnsen 46'), Lestienne (Dierckx 46') |  |
|                                     |                                       |           |                    | | |  |

## Eredivisie

### Augustus
| 02 augustus 2013, 20u00                                                                 | Ajax                                                     | 3-0 (2-0) | Roda JC Kerkrade | Opstelling Ajax | Opstelling Roda JC Kerkrade |  |
| Stadion: Amsterdam ArenA, Amsterdam Toeschouwers: 51.445 Scheidsrechter: Danny Makkelie | Ricardo van Rhijn 8' Siem de Jong 31' Viktor Fischer 85' |           |                  | Vermeer, van Rhijn, Alderweireld, Moisander, Blind (Boilesen 86'), de Jong, Poulsen, Eriksen, Krkić (Sana 67'), Sigþórsson (Schöne 76'), Fischer | Kurto, Dijkhuizen, Luijckx, Biemans, van Peppen, Pluim (Bonevacia 86'), Donald (Paulissen 86'), Kali, Hupperts, Höcher, Németh |  |
| Stadion: Amsterdam ArenA, Amsterdam Toeschouwers: 51.445 Scheidsrechter: Danny Makkelie |                                                          |           |                  | Vermeer, van Rhijn, Alderweireld, Moisander, Blind (Boilesen 86'), de Jong, Poulsen, Eriksen, Krkić (Sana 67'), Sigþórsson (Schöne 76'), Fischer | Kurto, Dijkhuizen, Luijckx, Biemans, van Peppen, Pluim (Bonevacia 86'), Donald (Paulissen 86'), Kali, Hupperts, Höcher, Németh |  |
| Stadion: Amsterdam ArenA, Amsterdam Toeschouwers: 51.445 Scheidsrechter: Danny Makkelie |                                                          |           |                  | Vermeer, van Rhijn, Alderweireld, Moisander, Blind (Boilesen 86'), de Jong, Poulsen, Eriksen, Krkić (Sana 67'), Sigþórsson (Schöne 76'), Fischer | Kurto, Dijkhuizen, Luijckx, Biemans, van Peppen, Pluim (Bonevacia 86'), Donald (Paulissen 86'), Kali, Hupperts, Höcher, Németh |  |
| Bijz.: Pluim mist penalty (71')                                                         |                                                          |           |                  | | |  |

| 09 augustus 2013, 20u00                                                                     | Roda JC Kerkrade                         | 2-0 (1-0) | SC Cambuur | Opstelling Roda JC Kerkrade | Opstelling SC Cambuur |  |
| Stadion: Parkstad Limburg Stadion, Kerkrade Toeschouwers: 12.335 Scheidsrechter: Kevin Blom | Krisztián Németh 35' Mitchell Donald 90' |           |            | Kurto, Dijkhuizen, Luijckx, Biemans, van Peppen, Hupperts, Pluim (Bonevacia 73'), Donald, Kali (Sutchuin Djoum 80'), Fledderus, Németh (Demouge 66') | Nienhuis, Droste, Leeuwin, van der Laan (Schokker 82'), Bijker, Dijkstra (Ritzmaier 46'), El Makrini, Bakker, Lukoki, Barto, Feldballe (Hemmen 46') |  |
| Stadion: Parkstad Limburg Stadion, Kerkrade Toeschouwers: 12.335 Scheidsrechter: Kevin Blom |                                          |           |            | Kurto, Dijkhuizen, Luijckx, Biemans, van Peppen, Hupperts, Pluim (Bonevacia 73'), Donald, Kali (Sutchuin Djoum 80'), Fledderus, Németh (Demouge 66') | Nienhuis, Droste, Leeuwin, van der Laan (Schokker 82'), Bijker, Dijkstra (Ritzmaier 46'), El Makrini, Bakker, Lukoki, Barto, Feldballe (Hemmen 46') |  |
| Stadion: Parkstad Limburg Stadion, Kerkrade Toeschouwers: 12.335 Scheidsrechter: Kevin Blom |                                          |           |            | Kurto, Dijkhuizen, Luijckx, Biemans, van Peppen, Hupperts, Pluim (Bonevacia 73'), Donald, Kali (Sutchuin Djoum 80'), Fledderus, Németh (Demouge 66') | Nienhuis, Droste, Leeuwin, van der Laan (Schokker 82'), Bijker, Dijkstra (Ritzmaier 46'), El Makrini, Bakker, Lukoki, Barto, Feldballe (Hemmen 46') |  |
|                                                                                             |                                          |           |            | | |  |

| 17 augustus 2013, 20u45                                                                     | Roda JC Kerkrade | 1-1 (0-0) | Vitesse                | Opstelling Roda JC Kerkrade | Opstelling Vitesse |  |
| Stadion: Parkstad Limburg Stadion, Kerkrade Toeschouwers: 11.894 Scheidsrechter: Ed Janssen | Marc Höcher 69'  |           | 62' Valeri Qazaishvili | Kurto, Dijkhuizen, Luijckx, Biemans, van Peppen, Hupperts (Höcher 63'), Kali, Donald (Demouge 67'), Pluim, Fledderus, Németh (Bonevacia 81') | Velthuizen, Leerdam, Kasjia, van der Heijden, van Aanholt, Pröpper (Vejinović 63'), Qazaishvili (Reis 76'), Janssen, Ibarra, Havenaar, Piazon (Tsjantoeria 82') |  |
| Stadion: Parkstad Limburg Stadion, Kerkrade Toeschouwers: 11.894 Scheidsrechter: Ed Janssen |                  |           |                        | Kurto, Dijkhuizen, Luijckx, Biemans, van Peppen, Hupperts (Höcher 63'), Kali, Donald (Demouge 67'), Pluim, Fledderus, Németh (Bonevacia 81') | Velthuizen, Leerdam, Kasjia, van der Heijden, van Aanholt, Pröpper (Vejinović 63'), Qazaishvili (Reis 76'), Janssen, Ibarra, Havenaar, Piazon (Tsjantoeria 82') |  |
| Stadion: Parkstad Limburg Stadion, Kerkrade Toeschouwers: 11.894 Scheidsrechter: Ed Janssen |                  |           |                        | Kurto, Dijkhuizen, Luijckx, Biemans, van Peppen, Hupperts (Höcher 63'), Kali, Donald (Demouge 67'), Pluim, Fledderus, Németh (Bonevacia 81') | Velthuizen, Leerdam, Kasjia, van der Heijden, van Aanholt, Pröpper (Vejinović 63'), Qazaishvili (Reis 76'), Janssen, Ibarra, Havenaar, Piazon (Tsjantoeria 82') |  |
|                                                                                             |                  |           |                        | | |  |

| 24 augustus 2013, 19u45                                                              | ADO Den Haag | 0-4 (0-2) | Roda JC Kerkrade                                                                | Opstelling ADO Den Haag | Opstelling Roda JC Kerkrade |  |
| Stadion: Kyocera Stadion, Den Haag Toeschouwers: 9.850 Scheidsrechter: Dennis Higler |              |           | 25' Kees Luijckx 43' Henk Dijkhuizen 53' Mark-Jan Fledderus 76' Mitchell Donald | Coutinho, Malone, Wormgoor, Beugelsdijk, Supusepa (Zuiverloon 46'), van Haaren (Kramer 66'), Holla, Meijers, Cabral, van Duinen, Schet (Gehrt 83') | Kurto, Dijkhuizen, Luijckx, Biemans, van Peppen, Höcher (Hupperts 82'), Kali (Bonevacia 82'), Donald, Pluim, Fledderus, Németh (Demouge 80') |  |
| Stadion: Kyocera Stadion, Den Haag Toeschouwers: 9.850 Scheidsrechter: Dennis Higler |              |           |                                                                                 | Coutinho, Malone, Wormgoor, Beugelsdijk, Supusepa (Zuiverloon 46'), van Haaren (Kramer 66'), Holla, Meijers, Cabral, van Duinen, Schet (Gehrt 83') | Kurto, Dijkhuizen, Luijckx, Biemans, van Peppen, Höcher (Hupperts 82'), Kali (Bonevacia 82'), Donald, Pluim, Fledderus, Németh (Demouge 80') |  |
| Stadion: Kyocera Stadion, Den Haag Toeschouwers: 9.850 Scheidsrechter: Dennis Higler |              |           |                                                                                 | Coutinho, Malone, Wormgoor, Beugelsdijk, Supusepa (Zuiverloon 46'), van Haaren (Kramer 66'), Holla, Meijers, Cabral, van Duinen, Schet (Gehrt 83') | Kurto, Dijkhuizen, Luijckx, Biemans, van Peppen, Höcher (Hupperts 82'), Kali (Bonevacia 82'), Donald, Pluim, Fledderus, Németh (Demouge 80') |  |
|                                                                                      |              |           |                                                                                 | | |  |

### September
| 01 september 2013, 16u30                                                                        | Feyenoord                                                             | 4-0 (2-0) | Roda JC Kerkrade | Opstelling Feyenoord | Opstelling Roda JC Kerkrade |  |
| Stadion: Stadion Feijenoord, Rotterdam Toeschouwers: 41.000 Scheidsrechter: Reinold Wiedemeijer | Ruud Vormer 31' Graziano Pellè 44' Miquel Nelom 68' John Goossens 85' |           |                  | Mulder, Janmaat, de Vrij, Mathijsen, Nelom, Vormer, Immers (te Vrede 85'), Vilhena (Goossens 74'), Schaken, Pellè, Armenteros (Manu 69') | Kurto, Dijkhuizen(82'), Luijckx, Biemans, van Peppen (Hupperts 78'), Höcher, Bonevacia, Donald, Pluim (Demouge 46'), Fledderus, Németh (Sutchuin Djoum 64') |  |
| Stadion: Stadion Feijenoord, Rotterdam Toeschouwers: 41.000 Scheidsrechter: Reinold Wiedemeijer |                                                                       |           |                  | Mulder, Janmaat, de Vrij, Mathijsen, Nelom, Vormer, Immers (te Vrede 85'), Vilhena (Goossens 74'), Schaken, Pellè, Armenteros (Manu 69') | Kurto, Dijkhuizen(82'), Luijckx, Biemans, van Peppen (Hupperts 78'), Höcher, Bonevacia, Donald, Pluim (Demouge 46'), Fledderus, Németh (Sutchuin Djoum 64') |  |
| Stadion: Stadion Feijenoord, Rotterdam Toeschouwers: 41.000 Scheidsrechter: Reinold Wiedemeijer |                                                                       |           |                  | Mulder, Janmaat, de Vrij, Mathijsen, Nelom, Vormer, Immers (te Vrede 85'), Vilhena (Goossens 74'), Schaken, Pellè, Armenteros (Manu 69') | Kurto, Dijkhuizen(82'), Luijckx, Biemans, van Peppen (Hupperts 78'), Höcher, Bonevacia, Donald, Pluim (Demouge 46'), Fledderus, Németh (Sutchuin Djoum 64') |  |
|                                                                                                 |                                                                       |           |                  | | |  |

| 15 september 2013, 14u30                                                                        | Roda JC Kerkrade    | 1-5 (1-1) | NAC Breda                                                                                 | Opstelling Roda JC Kerkrade | Opstelling NAC Breda |  |
| Stadion: Parkstad Limburg Stadion, Kerkrade Toeschouwers: 12.259 Scheidsrechter: Jeroen Sanders | Mitchell Donald 44' |           | 45+1' Kees Kwakman 67' Elson Hooi 70' Mats Seuntjens 86' Stipe Perica 88' Jeffrey Sarpong | Kurto, Bonevacia, Luijckx, Biemans, Sutchuin Djoum, Höcher, Pluim (Németh 65'), Donald, Kali, Fledderus (Hupperts 46'), Demouge(71') | ten Rouwelaar, De Roover, Drost, Kwakman, Bodor, Buijs, Lurling (Suk 89'), Seuntjens, Verbeek (Hooi 61'), Poepon (Perica 81'), Sarpong |  |
| Stadion: Parkstad Limburg Stadion, Kerkrade Toeschouwers: 12.259 Scheidsrechter: Jeroen Sanders |                     |           |                                                                                           | Kurto, Bonevacia, Luijckx, Biemans, Sutchuin Djoum, Höcher, Pluim (Németh 65'), Donald, Kali, Fledderus (Hupperts 46'), Demouge(71') | ten Rouwelaar, De Roover, Drost, Kwakman, Bodor, Buijs, Lurling (Suk 89'), Seuntjens, Verbeek (Hooi 61'), Poepon (Perica 81'), Sarpong |  |
| Stadion: Parkstad Limburg Stadion, Kerkrade Toeschouwers: 12.259 Scheidsrechter: Jeroen Sanders |                     |           |                                                                                           | Kurto, Bonevacia, Luijckx, Biemans, Sutchuin Djoum, Höcher, Pluim (Németh 65'), Donald, Kali, Fledderus (Hupperts 46'), Demouge(71') | ten Rouwelaar, De Roover, Drost, Kwakman, Bodor, Buijs, Lurling (Suk 89'), Seuntjens, Verbeek (Hooi 61'), Poepon (Perica 81'), Sarpong |  |
|                                                                                                 |                     |           |                                                                                           | | |  |

| 21 september 2013, 20u45                                                                          | Roda JC Kerkrade                                           | 3-3 (1-1) | sc Heerenveen                                                  | Opstelling Roda JC Kerkrade                                                                                         | Opstelling sc Heerenveen |  |
| Stadion: Parkstad Limburg Stadion, Kerkrade Toeschouwers: 11.924 Scheidsrechter: Richard Liesveld | Mitchell Donald 33' Krisztián Németh 60' Guus Hupperts 70' |           | 26' Magnus Eikrem 62' Alfreð Finnbogason 70' Joey van den Berg | Kurto, Dijkhuizen, Luijckx, Biemans, van Peppen, Hupperts, Pluim, Donald, Kali (Bonevacia 90+1'), Fledderus, Németh | Nordfeldt, van Anholt, Otigba, Kruiswijk (Zomer 64'), Kum, Eikrem (de Kamps 80'), de Roon (Wildschut 57'), van den Berg, Ziyech, Finnbogason, van La Parra |  |
| Stadion: Parkstad Limburg Stadion, Kerkrade Toeschouwers: 11.924 Scheidsrechter: Richard Liesveld |                                                            |           |                                                                | Kurto, Dijkhuizen, Luijckx, Biemans, van Peppen, Hupperts, Pluim, Donald, Kali (Bonevacia 90+1'), Fledderus, Németh | Nordfeldt, van Anholt, Otigba, Kruiswijk (Zomer 64'), Kum, Eikrem (de Kamps 80'), de Roon (Wildschut 57'), van den Berg, Ziyech, Finnbogason, van La Parra |  |
| Stadion: Parkstad Limburg Stadion, Kerkrade Toeschouwers: 11.924 Scheidsrechter: Richard Liesveld |                                                            |           |                                                                | Kurto, Dijkhuizen, Luijckx, Biemans, van Peppen, Hupperts, Pluim, Donald, Kali (Bonevacia 90+1'), Fledderus, Németh | Nordfeldt, van Anholt, Otigba, Kruiswijk (Zomer 64'), Kum, Eikrem (de Kamps 80'), de Roon (Wildschut 57'), van den Berg, Ziyech, Finnbogason, van La Parra |  |
|                                                                                                   |                                                            |           |                                                                | | |  |

| 28 september 2013, 19u45 | FC Utrecht                                                | 3-3 (2-1) | Roda JC Kerkrade                                                 | Opstelling FC Utrecht | Opstelling Roda JC Kerkrade |  |
| Stadion: Stadion Galgenwaard, Utrecht Toeschouwers: 14.320 Scheidsrechter: Danny Makkelie                                                         | Cedric van der Gun 13' Filip Kurto 42' Jens Toornstra 86' |           | 27' Krisztián Németh 62' Mark-Jan Fledderus 74' Krisztián Németh | Ruiter, Markiet, Derijck, Heerings, Bulthuis, Janssen (Takagi 18'), Ayoub, Toornstra, Oar (Mulenga 60'), van der Gun (Schepers 75'), De Ridder | Kurto, Sutchuin Djoum, Luijckx (Bonevacia 32'), Biemans, van Peppen, Hupperts, Pluim (Demouge 60'), Donald, Kali, Fledderus, Németh (Paulissen 82') |  |
| Stadion: Stadion Galgenwaard, Utrecht Toeschouwers: 14.320 Scheidsrechter: Danny Makkelie                                                         |                                                           |           |                                                                  | Ruiter, Markiet, Derijck, Heerings, Bulthuis, Janssen (Takagi 18'), Ayoub, Toornstra, Oar (Mulenga 60'), van der Gun (Schepers 75'), De Ridder | Kurto, Sutchuin Djoum, Luijckx (Bonevacia 32'), Biemans, van Peppen, Hupperts, Pluim (Demouge 60'), Donald, Kali, Fledderus, Németh (Paulissen 82') |  |
| Stadion: Stadion Galgenwaard, Utrecht Toeschouwers: 14.320 Scheidsrechter: Danny Makkelie                                                         |                                                           |           |                                                                  | Ruiter, Markiet, Derijck, Heerings, Bulthuis, Janssen (Takagi 18'), Ayoub, Toornstra, Oar (Mulenga 60'), van der Gun (Schepers 75'), De Ridder | Kurto, Sutchuin Djoum, Luijckx (Bonevacia 32'), Biemans, van Peppen, Hupperts, Pluim (Demouge 60'), Donald, Kali, Fledderus, Németh (Paulissen 82') |  |
| Bijz.: Németh mist penalty (40') * Dit was de eerste wedstrijd in het Nederlandse betaald voetbal waarin gebruik kon worden gemaakt van Hawk-Eye. |                                                           |           |                                                                  | | |  |

### Oktober
| 05 oktober 2013, 19u45 | Roda JC Kerkrade | 0-0 (0-0) | PEC Zwolle | Opstelling Roda JC Kerkrade | Opstelling PEC Zwolle |  |
| Stadion: Parkstad Limburg Stadion, Kerkrade Toeschouwers: 14.046 Scheidsrechter: Dennis Higler                                                                  |                  |           |            | Kurto, Sutchuin Djoum, Biemans, Bonevacia(23'), van Peppen, Hupperts, Pluim (Demouge 64')(86'), Donald, Kali, Fledderus (Höcher 46'), Németh (Luijckx 46') | Begois, Van Polen, Lachman, Broerse (Hiwat 87'), Van Hintum (Labylle 46'), Mokotjo, Klich, Achenteh, Saymak, Benson, Nijland (Gravenbeek 64') |  |
| Stadion: Parkstad Limburg Stadion, Kerkrade Toeschouwers: 14.046 Scheidsrechter: Dennis Higler                                                                  |                  |           |            | Kurto, Sutchuin Djoum, Biemans, Bonevacia(23'), van Peppen, Hupperts, Pluim (Demouge 64')(86'), Donald, Kali, Fledderus (Höcher 46'), Németh (Luijckx 46') | Begois, Van Polen, Lachman, Broerse (Hiwat 87'), Van Hintum (Labylle 46'), Mokotjo, Klich, Achenteh, Saymak, Benson, Nijland (Gravenbeek 64') |  |
| Stadion: Parkstad Limburg Stadion, Kerkrade Toeschouwers: 14.046 Scheidsrechter: Dennis Higler                                                                  |                  |           |            | Kurto, Sutchuin Djoum, Biemans, Bonevacia(23'), van Peppen, Hupperts, Pluim (Demouge 64')(86'), Donald, Kali, Fledderus (Höcher 46'), Németh (Luijckx 46') | Begois, Van Polen, Lachman, Broerse (Hiwat 87'), Van Hintum (Labylle 46'), Mokotjo, Klich, Achenteh, Saymak, Benson, Nijland (Gravenbeek 64') |  |
| Bijz.: Achenteh mist penalty (24') * Wedstrijd werd na 90 minuten, 10 minuten gestaakt wegens het gooien van plastic bekertjes * Rode kaart Demouge geseponeerd |                  |           |            | | |  |

| 19 oktober 2013, 19u45                                                                      | RKC Waalwijk    | 1-2 (0-0) | Roda JC Kerkrade                       | Opstelling RKC Waalwijk | Opstelling Roda JC Kerkrade                                                                                                  |  |
| Stadion: Mandemakers Stadion, Waalwijk Toeschouwers: 6.101 Scheidsrechter: Serdar Gözübüyük | Rémy Amieux 47' |           | 53' Krisztián Németh 84' Frank Demouge | Šeda, Apau, Van Hoevelen (Peltzer 86'), Ivens (van Mosselveld 62'), Amieux, Tavares, Jungschläger, Braber, Anderson (Schet 83'), Castelen, Joachim | Kurto, Dijkhuizen, Biemans, Luijckx, van Peppen, Hupperts (Höcher 77'), Pluim, Donald, Kali, Fledderus, Németh (Demouge 77') |  |
| Stadion: Mandemakers Stadion, Waalwijk Toeschouwers: 6.101 Scheidsrechter: Serdar Gözübüyük |                 |           |                                        | Šeda, Apau, Van Hoevelen (Peltzer 86'), Ivens (van Mosselveld 62'), Amieux, Tavares, Jungschläger, Braber, Anderson (Schet 83'), Castelen, Joachim | Kurto, Dijkhuizen, Biemans, Luijckx, van Peppen, Hupperts (Höcher 77'), Pluim, Donald, Kali, Fledderus, Németh (Demouge 77') |  |
| Stadion: Mandemakers Stadion, Waalwijk Toeschouwers: 6.101 Scheidsrechter: Serdar Gözübüyük |                 |           |                                        | Šeda, Apau, Van Hoevelen (Peltzer 86'), Ivens (van Mosselveld 62'), Amieux, Tavares, Jungschläger, Braber, Anderson (Schet 83'), Castelen, Joachim | Kurto, Dijkhuizen, Biemans, Luijckx, van Peppen, Hupperts (Höcher 77'), Pluim, Donald, Kali, Fledderus, Németh (Demouge 77') |  |
|                                                                                             |                 |           |                                        | | |  |

| 27 oktober 2013, 12u30 | Roda JC Kerkrade                            | 2-1 (0-1) | PSV           | Opstelling Roda JC Kerkrade | Opstelling PSV |  |
| Stadion: Parkstad Limburg Stadion, Kerkrade Toeschouwers: 15.053 Scheidsrechter: Richard Liesveld | Mark-Jan Fledderus 68' Krisztián Németh 85' |           | 9' Tim Matavž | Kurto, Dijkhuizen, Biemans, Luijckx, van Peppen, Hupperts (Höcher 80'), Pluim, Donald (Demouge 61'), Kali, Fledderus, Németh (Bonevacia 89') | Tytoń, Arias, Bruma, Hendrix (Jørgensen 90'), Willems (Tamata 67'), Toivonen, Schaars, Hiljemark, Bakkali (Jozefzoon 67'), Matavž, Depay |  |
| Stadion: Parkstad Limburg Stadion, Kerkrade Toeschouwers: 15.053 Scheidsrechter: Richard Liesveld |                                             |           |               | Kurto, Dijkhuizen, Biemans, Luijckx, van Peppen, Hupperts (Höcher 80'), Pluim, Donald (Demouge 61'), Kali, Fledderus, Németh (Bonevacia 89') | Tytoń, Arias, Bruma, Hendrix (Jørgensen 90'), Willems (Tamata 67'), Toivonen, Schaars, Hiljemark, Bakkali (Jozefzoon 67'), Matavž, Depay |  |
| Stadion: Parkstad Limburg Stadion, Kerkrade Toeschouwers: 15.053 Scheidsrechter: Richard Liesveld |                                             |           |               | Kurto, Dijkhuizen, Biemans, Luijckx, van Peppen, Hupperts (Höcher 80'), Pluim, Donald (Demouge 61'), Kali, Fledderus, Németh (Bonevacia 89') | Tytoń, Arias, Bruma, Hendrix (Jørgensen 90'), Willems (Tamata 67'), Toivonen, Schaars, Hiljemark, Bakkali (Jozefzoon 67'), Matavž, Depay |  |
| Bijz.: In de 2e minuut van de blessuretijd in de 2e helft werd de wedstrijd 15 minuten stilgelegd nadat PSV-doelman Tyton bij een redding hard met zijn heup in aanraking was gekomen met de paal en vervolgens met zijn hoofd tegen de grondstang onder het zijnet. De resterende 3 minuten blessuretijd werden gekeept door Toivonen. |                                             |           |               | | |  |

### November
| 03 november 2013, 12u30                                                          | FC Groningen                                       | 3-3 (1-1) | Roda JC Kerkrade                                                 | Opstelling FC Groningen | Opstelling Roda JC Kerkrade |  |
| Stadion: Euroborg, Groningen Toeschouwers: 19.233 Scheidsrechter: Danny Makkelie | Filip Kostić 8' Andraž Kirm 53' Eric Botteghin 75' |           | 19' Kees Luijckx 62' Mark-Jan Fledderus 90+2' Mark-Jan Fledderus | Bizot, Magnasco, Botteghin, Kappelhof, Wijnaldum, Kieftenbeld, Chery (de Leeuw 84'), Hiariej, van der Velden (Kirm 51'), Živković (Troost-Ekong 90'), Kostić | Kurto, Dijkhuizen, Biemans, Luijckx, van Peppen, Hupperts (Höcher 69'), Kali, Donald (Bonevacia 73'), Pluim, Fledderus, Németh (Demouge 55') |  |
| Stadion: Euroborg, Groningen Toeschouwers: 19.233 Scheidsrechter: Danny Makkelie |                                                    |           |                                                                  | Bizot, Magnasco, Botteghin, Kappelhof, Wijnaldum, Kieftenbeld, Chery (de Leeuw 84'), Hiariej, van der Velden (Kirm 51'), Živković (Troost-Ekong 90'), Kostić | Kurto, Dijkhuizen, Biemans, Luijckx, van Peppen, Hupperts (Höcher 69'), Kali, Donald (Bonevacia 73'), Pluim, Fledderus, Németh (Demouge 55') |  |
| Stadion: Euroborg, Groningen Toeschouwers: 19.233 Scheidsrechter: Danny Makkelie |                                                    |           |                                                                  | Bizot, Magnasco, Botteghin, Kappelhof, Wijnaldum, Kieftenbeld, Chery (de Leeuw 84'), Hiariej, van der Velden (Kirm 51'), Živković (Troost-Ekong 90'), Kostić | Kurto, Dijkhuizen, Biemans, Luijckx, van Peppen, Hupperts (Höcher 69'), Kali, Donald (Bonevacia 73'), Pluim, Fledderus, Németh (Demouge 55') |  |
|                                                                                  |                                                    |           |                                                                  | | |  |

| 09 november 2013, 18u45                                                                         | Roda JC Kerkrade    | 1-4 (1-3) | Go Ahead Eagles                                                                    | Opstelling Roda JC Kerkrade | Opstelling Go Ahead Eagles |  |
| Stadion: Parkstad Limburg Stadion, Kerkrade Toeschouwers: 13.400 Scheidsrechter: Eric Braamhaar | Mitchell Donald 29' |           | 9' Jarchinio Antonia 10' Jarchinio Antonia 34' Xander Houtkoop 55' Erik Falkenburg | Kurto, Dijkhuizen, Biemans (Demouge 29'), Luijckx, van Peppen, Hupperts, Kali, Donald, Pluim (Bonevacia 74'), Fledderus, Németh (Höcher 78') | Room, Schmidt, Vriends, van der Linden, Schenk, Falkenburg (Rijsdijk 79'), Overgoor (Lambooij 68'), Türüç, Antonia (Godee 76'), Kolder, Houtkoop |  |
| Stadion: Parkstad Limburg Stadion, Kerkrade Toeschouwers: 13.400 Scheidsrechter: Eric Braamhaar |                     |           |                                                                                    | Kurto, Dijkhuizen, Biemans (Demouge 29'), Luijckx, van Peppen, Hupperts, Kali, Donald, Pluim (Bonevacia 74'), Fledderus, Németh (Höcher 78') | Room, Schmidt, Vriends, van der Linden, Schenk, Falkenburg (Rijsdijk 79'), Overgoor (Lambooij 68'), Türüç, Antonia (Godee 76'), Kolder, Houtkoop |  |
| Stadion: Parkstad Limburg Stadion, Kerkrade Toeschouwers: 13.400 Scheidsrechter: Eric Braamhaar |                     |           |                                                                                    | Kurto, Dijkhuizen, Biemans (Demouge 29'), Luijckx, van Peppen, Hupperts, Kali, Donald, Pluim (Bonevacia 74'), Fledderus, Németh (Höcher 78') | Room, Schmidt, Vriends, van der Linden, Schenk, Falkenburg (Rijsdijk 79'), Overgoor (Lambooij 68'), Türüç, Antonia (Godee 76'), Kolder, Houtkoop |  |
|                                                                                                 |                     |           |                                                                                    | | |  |

| 23 november 2013, 19u45                                                                 | AZ                                        | 2-2 (2-1) | Roda JC Kerkrade                    | Opstelling AZ | Opstelling Roda JC Kerkrade |  |
| Stadion: AFAS Stadion, Alkmaar Toeschouwers: 15.379 Scheidsrechter: Reinold Wiedemeijer | Mattias Johansson 25' Aron Jóhannsson 39' |           | 29' Wiljan Pluim 90' Vasil Shkurtaj | Esteban, Johansson, Gouweleeuw, Wuytens, Viergever(12'), Gudelj(19'), Ortíz, Martens (Elm 62'), Beerens, Jóhannsson (Henriksen 78'), Guðmundsson | Kurto, Dijkhuizen, Biemans, Bonevacia, Sutchuin Djoum (Höcher 46'), Hupperts, Pluim (Demouge 46'), Donald, Kali, Fledderus, Németh (Shkurtaj 78') |  |
| Stadion: AFAS Stadion, Alkmaar Toeschouwers: 15.379 Scheidsrechter: Reinold Wiedemeijer |                                           |           |                                     | Esteban, Johansson, Gouweleeuw, Wuytens, Viergever(12'), Gudelj(19'), Ortíz, Martens (Elm 62'), Beerens, Jóhannsson (Henriksen 78'), Guðmundsson | Kurto, Dijkhuizen, Biemans, Bonevacia, Sutchuin Djoum (Höcher 46'), Hupperts, Pluim (Demouge 46'), Donald, Kali, Fledderus, Németh (Shkurtaj 78') |  |
| Stadion: AFAS Stadion, Alkmaar Toeschouwers: 15.379 Scheidsrechter: Reinold Wiedemeijer |                                           |           |                                     | Esteban, Johansson, Gouweleeuw, Wuytens, Viergever(12'), Gudelj(19'), Ortíz, Martens (Elm 62'), Beerens, Jóhannsson (Henriksen 78'), Guðmundsson | Kurto, Dijkhuizen, Biemans, Bonevacia, Sutchuin Djoum (Höcher 46'), Hupperts, Pluim (Demouge 46'), Donald, Kali, Fledderus, Németh (Shkurtaj 78') |  |
|                                                                                         |                                           |           |                                     | | |  |

| 29 november 2013, 20u00                                                                           | Roda JC Kerkrade  | 1-2 (1-0) | FC Twente                            | Opstelling Roda JC Kerkrade | Opstelling FC Twente |  |
| Stadion: Parkstad Limburg Stadion, Kerkrade Toeschouwers: 13.905 Scheidsrechter: Serdar Gözübüyük | Guus Hupperts 39' |           | 69' Luc Castaignos 79' Quincy Promes | Kurto, Dijkhuizen, Luijckx, Bonevacia (Shkurtaj 86'), van Peppen, Hupperts, Pluim (Höcher 88'), Donald (Sutchuin Djoum 79'), Kali, Fledderus, Németh | Marsman, Rosales, Bengtsson, Bjelland, Schilder (Breukers 46'), Ebecilio, Tadić, Gutiérrez, Promes (Eghan 82'), Castaignos, Mokhtar |  |
| Stadion: Parkstad Limburg Stadion, Kerkrade Toeschouwers: 13.905 Scheidsrechter: Serdar Gözübüyük |                   |           |                                      | Kurto, Dijkhuizen, Luijckx, Bonevacia (Shkurtaj 86'), van Peppen, Hupperts, Pluim (Höcher 88'), Donald (Sutchuin Djoum 79'), Kali, Fledderus, Németh | Marsman, Rosales, Bengtsson, Bjelland, Schilder (Breukers 46'), Ebecilio, Tadić, Gutiérrez, Promes (Eghan 82'), Castaignos, Mokhtar |  |
| Stadion: Parkstad Limburg Stadion, Kerkrade Toeschouwers: 13.905 Scheidsrechter: Serdar Gözübüyük |                   |           |                                      | Kurto, Dijkhuizen, Luijckx, Bonevacia (Shkurtaj 86'), van Peppen, Hupperts, Pluim (Höcher 88'), Donald (Sutchuin Djoum 79'), Kali, Fledderus, Németh | Marsman, Rosales, Bengtsson, Bjelland, Schilder (Breukers 46'), Ebecilio, Tadić, Gutiérrez, Promes (Eghan 82'), Castaignos, Mokhtar |  |
|                                                                                                   |                   |           |                                      | | |  |

### December
| 08 december 2013, 16u30                                                                              | Roda JC Kerkrade | 1-3 (1-1) | Heracles Almelo                                            | Opstelling Roda JC Kerkrade | Opstelling Heracles Almelo |  |
| Stadion: Parkstad Limburg Stadion, Kerkrade Toeschouwers: 12.781 Scheidsrechter: Reinold Wiedemeijer | Wiljan Pluim 18' |           | 35' Simon Cziommer 79' Oussama Tannane 88' Oussama Tannane | Kurto, Dijkhuizen, Luijckx, Biemans, van Peppen, Hupperts, Pluim, Donald, Bonevacia (Demouge 65'), Fledderus (Höcher 23'), Németh | Pasveer, te Wierik, Schenkeveld, Veldmate, Dorda, Cziommer (Quansah 87'), Rienstra, Bel Hassani, Rosheuvel (Tannane 78'), Uth (Amoah 46'), Linssen |  |
| Stadion: Parkstad Limburg Stadion, Kerkrade Toeschouwers: 12.781 Scheidsrechter: Reinold Wiedemeijer |                  |           |                                                            | Kurto, Dijkhuizen, Luijckx, Biemans, van Peppen, Hupperts, Pluim, Donald, Bonevacia (Demouge 65'), Fledderus (Höcher 23'), Németh | Pasveer, te Wierik, Schenkeveld, Veldmate, Dorda, Cziommer (Quansah 87'), Rienstra, Bel Hassani, Rosheuvel (Tannane 78'), Uth (Amoah 46'), Linssen |  |
| Stadion: Parkstad Limburg Stadion, Kerkrade Toeschouwers: 12.781 Scheidsrechter: Reinold Wiedemeijer |                  |           |                                                            | Kurto, Dijkhuizen, Luijckx, Biemans, van Peppen, Hupperts, Pluim, Donald, Bonevacia (Demouge 65'), Fledderus (Höcher 23'), Németh | Pasveer, te Wierik, Schenkeveld, Veldmate, Dorda, Cziommer (Quansah 87'), Rienstra, Bel Hassani, Rosheuvel (Tannane 78'), Uth (Amoah 46'), Linssen |  |
| |                  |           |                                                            | | |  |

| 14 december 2013, 18u45                                                                | N.E.C.                                                               | 4-3 (0-2) | Roda JC Kerkrade                                        | Opstelling N.E.C. | Opstelling Roda JC Kerkrade |  |
| Stadion: Goffertstadion, Nijmegen Toeschouwers: 10.322 Scheidsrechter: Jochem Kamphuis | Marnick Vermijl 46' Søren Rieks 61' Søren Rieks 67' Kevin Conboy 81' |           | 8' Guus Hupperts 12' Krisztián Németh 86' Frank Demouge | Johnsson, Vermijl, van Eijden, Pálsson, Leiwakabessy, Mulder, Rieks, Conboy, Hemlein (Štefánik 89'), Higdon, Jantscher (Foor 90+4') | Kurto, Dijkhuizen, Luijckx (Paulissen 80'), Biemans, van Peppen, Hupperts, Pluim (Bonevacia 60'), Kali, Donald (Höcher 66'), Németh, Demouge |  |
| Stadion: Goffertstadion, Nijmegen Toeschouwers: 10.322 Scheidsrechter: Jochem Kamphuis |                                                                      |           |                                                         | Johnsson, Vermijl, van Eijden, Pálsson, Leiwakabessy, Mulder, Rieks, Conboy, Hemlein (Štefánik 89'), Higdon, Jantscher (Foor 90+4') | Kurto, Dijkhuizen, Luijckx (Paulissen 80'), Biemans, van Peppen, Hupperts, Pluim (Bonevacia 60'), Kali, Donald (Höcher 66'), Németh, Demouge |  |
| Stadion: Goffertstadion, Nijmegen Toeschouwers: 10.322 Scheidsrechter: Jochem Kamphuis |                                                                      |           |                                                         | Johnsson, Vermijl, van Eijden, Pálsson, Leiwakabessy, Mulder, Rieks, Conboy, Hemlein (Štefánik 89'), Higdon, Jantscher (Foor 90+4') | Kurto, Dijkhuizen, Luijckx (Paulissen 80'), Biemans, van Peppen, Hupperts, Pluim (Bonevacia 60'), Kali, Donald (Höcher 66'), Németh, Demouge |  |
|                                                                                        |                                                                      |           |                                                         | | |  |

| 22 december 2013, 12u30                                                                      | Roda JC Kerkrade    | 1-2 (1-0) | Ajax                                      | Opstelling Roda JC Kerkrade | Opstelling Ajax |  |
| Stadion: Parkstad Limburg Stadion, Kerkrade Toeschouwers: 18.058 Scheidsrechter: Bas Nijhuis | Henk Dijkhuizen 34' |           | 88' Jaïro Riedewald 90+2' Jaïro Riedewald | Kurto, Dijkhuizen, Bonevacia (Luijckx 78'), Biemans, van Peppen, Hupperts, Sutchuin-Djoum, Donald, Kali, Paulissen (Shkurtaj 73'), Németh (Höcher 32') | Cillessen, van Rhijn, Veltman, Moisander, Blind, Klaassen, Poulsen (Riedewald 80'), Serero, Schöne, Sigþórsson (Krkić 66'), Fischer (Hoesen 66') |  |
| Stadion: Parkstad Limburg Stadion, Kerkrade Toeschouwers: 18.058 Scheidsrechter: Bas Nijhuis |                     |           |                                           | Kurto, Dijkhuizen, Bonevacia (Luijckx 78'), Biemans, van Peppen, Hupperts, Sutchuin-Djoum, Donald, Kali, Paulissen (Shkurtaj 73'), Németh (Höcher 32') | Cillessen, van Rhijn, Veltman, Moisander, Blind, Klaassen, Poulsen (Riedewald 80'), Serero, Schöne, Sigþórsson (Krkić 66'), Fischer (Hoesen 66') |  |
| Stadion: Parkstad Limburg Stadion, Kerkrade Toeschouwers: 18.058 Scheidsrechter: Bas Nijhuis |                     |           |                                           | Kurto, Dijkhuizen, Bonevacia (Luijckx 78'), Biemans, van Peppen, Hupperts, Sutchuin-Djoum, Donald, Kali, Paulissen (Shkurtaj 73'), Németh (Höcher 32') | Cillessen, van Rhijn, Veltman, Moisander, Blind, Klaassen, Poulsen (Riedewald 80'), Serero, Schöne, Sigþórsson (Krkić 66'), Fischer (Hoesen 66') |  |
| Bijz.: Interim-trainers Plum en Vrede zaten op de bank namens Roda JC Kerkrade               |                     |           |                                           | | |  |

### Januari
| 18 januari 2014, 20u45                                                                       | sc Heerenveen                           | 2-2 (1-1) | Roda JC Kerkrade                       | Opstelling sc Heerenveen | Opstelling Roda JC Kerkrade                                                                                           |  |
| Stadion: Abe Lenstra Stadion, Heerenveen Toeschouwers: 22.500 Scheidsrechter: Pol van Boekel | Hakim Ziyech 12' Alfreð Finnbogason 66' |           | 30' Krisztián Németh 71' Guus Hupperts | Nordfeldt, van Anholt, Otigba, Zomer, Kum, de Roon, Ziyech (Sinkgraven 90+3'), van den Berg, Slagveer (Wildschut 75'), Finnbogason, Basacikoglu | Kurto, Dijkhuizen, Luijckx, Biemans, Monteyne, Hupperts, Sutchuin Djoum, Donald, Kali, Paulissen (Höcher 72'), Németh |  |
| Stadion: Abe Lenstra Stadion, Heerenveen Toeschouwers: 22.500 Scheidsrechter: Pol van Boekel |                                         |           |                                        | Nordfeldt, van Anholt, Otigba, Zomer, Kum, de Roon, Ziyech (Sinkgraven 90+3'), van den Berg, Slagveer (Wildschut 75'), Finnbogason, Basacikoglu | Kurto, Dijkhuizen, Luijckx, Biemans, Monteyne, Hupperts, Sutchuin Djoum, Donald, Kali, Paulissen (Höcher 72'), Németh |  |
| Stadion: Abe Lenstra Stadion, Heerenveen Toeschouwers: 22.500 Scheidsrechter: Pol van Boekel |                                         |           |                                        | Nordfeldt, van Anholt, Otigba, Zomer, Kum, de Roon, Ziyech (Sinkgraven 90+3'), van den Berg, Slagveer (Wildschut 75'), Finnbogason, Basacikoglu | Kurto, Dijkhuizen, Luijckx, Biemans, Monteyne, Hupperts, Sutchuin Djoum, Donald, Kali, Paulissen (Höcher 72'), Németh |  |
| Bijz.: Eerste wedstrijd van Jon Dahl Tomasson als trainer van Roda JC Kerkrade               |                                         |           |                                        | | |  |

| 25 januari 2014, 19u45                                                                          | Roda JC Kerkrade  | 1-0 (1-0) | FC Utrecht | Opstelling Roda JC Kerkrade | Opstelling FC Utrecht                                                                                               |  |
| Stadion: Parkstad Limburg Stadion, Kerkrade Toeschouwers: 12.905 Scheidsrechter: Eric Braamhaar | Guus Hupperts 34' |           |            | Kurto, Dijkhuizen (Monteyne 38'), Luijckx, Biemans, van Peppen, Hupperts, Sutchuin Djoum, Donald, Kali, Paulissen (Höcher 80'), Shkurtaj (Pluim 67') | Ruiter, Markiet, Derijck, Heerings, van der Maarel, Sarota, Diemers (Agudelo 58'), Toornstra, Ayoub, Oar, De Ridder |  |
| Stadion: Parkstad Limburg Stadion, Kerkrade Toeschouwers: 12.905 Scheidsrechter: Eric Braamhaar |                   |           |            | Kurto, Dijkhuizen (Monteyne 38'), Luijckx, Biemans, van Peppen, Hupperts, Sutchuin Djoum, Donald, Kali, Paulissen (Höcher 80'), Shkurtaj (Pluim 67') | Ruiter, Markiet, Derijck, Heerings, van der Maarel, Sarota, Diemers (Agudelo 58'), Toornstra, Ayoub, Oar, De Ridder |  |
| Stadion: Parkstad Limburg Stadion, Kerkrade Toeschouwers: 12.905 Scheidsrechter: Eric Braamhaar |                   |           |            | Kurto, Dijkhuizen (Monteyne 38'), Luijckx, Biemans, van Peppen, Hupperts, Sutchuin Djoum, Donald, Kali, Paulissen (Höcher 80'), Shkurtaj (Pluim 67') | Ruiter, Markiet, Derijck, Heerings, van der Maarel, Sarota, Diemers (Agudelo 58'), Toornstra, Ayoub, Oar, De Ridder |  |
|                                                                                                 |                   |           |            | | |  |

### Februari
| 01 februari 2014, 19u45                                                                | PEC Zwolle                                            | 3-1 (1-0) | Roda JC Kerkrade    | Opstelling PEC Zwolle | Opstelling Roda JC Kerkrade |  |
| Stadion: IJsseldeltastadion, Zwolle Toeschouwers: 12.220 Scheidsrechter: Björn Kuipers | Ryan Thomas 19' Guyon Fernandez 77' Fred Benson 90+2' |           | 62' Mitchell Donald | Boer, van Polen, van der Werff 46' ( Lachman 67' ( Gravenbeek), Broerse, van Hintum, Karagounis, Klich, Saymak (Benson 73'), Mokotjo, Thomas, Fernandez | Kurto, Monteyne (Ramos 88'), Luijckx, Biemans, van Peppen, Hupperts, Sutchuin Djoum, Donald, Kali, Paulissen (Höcher 81'), Shkurtaj (Pluim 64') |  |
| Stadion: IJsseldeltastadion, Zwolle Toeschouwers: 12.220 Scheidsrechter: Björn Kuipers |                                                       |           |                     | Boer, van Polen, van der Werff 46' ( Lachman 67' ( Gravenbeek), Broerse, van Hintum, Karagounis, Klich, Saymak (Benson 73'), Mokotjo, Thomas, Fernandez | Kurto, Monteyne (Ramos 88'), Luijckx, Biemans, van Peppen, Hupperts, Sutchuin Djoum, Donald, Kali, Paulissen (Höcher 81'), Shkurtaj (Pluim 64') |  |
| Stadion: IJsseldeltastadion, Zwolle Toeschouwers: 12.220 Scheidsrechter: Björn Kuipers |                                                       |           |                     | Boer, van Polen, van der Werff 46' ( Lachman 67' ( Gravenbeek), Broerse, van Hintum, Karagounis, Klich, Saymak (Benson 73'), Mokotjo, Thomas, Fernandez | Kurto, Monteyne (Ramos 88'), Luijckx, Biemans, van Peppen, Hupperts, Sutchuin Djoum, Donald, Kali, Paulissen (Höcher 81'), Shkurtaj (Pluim 64') |  |
|                                                                                        |                                                       |           |                     | | |  |

| 04 februari 2014, 18u45                                                                         | Roda JC Kerkrade | 1-2 (0-2) | Feyenoord                            | Opstelling Roda JC Kerkrade | Opstelling Feyenoord                                                                                                |  |
| Stadion: Parkstad Limburg Stadion, Kerkrade Toeschouwers: 13.793 Scheidsrechter: Danny Makkelie | Anouar Kali 77'  |           | 13' Lex Immers 45' Samuel Armenteros | Kurto, Monteyne, Luijckx, Biemans, van Peppen (Ramos 88'), Hupperts, Sutchuin Djoum, Donald, Kali, Jansen, Shkurtaj (Pluim 61') | Mulder, Janmaat, de Vrij, Kongolo, Martins Indi, Clasie, Immers, Vilhena, Armenteros (Goossens 78'), Pellè, Boëtius |  |
| Stadion: Parkstad Limburg Stadion, Kerkrade Toeschouwers: 13.793 Scheidsrechter: Danny Makkelie |                  |           |                                      | Kurto, Monteyne, Luijckx, Biemans, van Peppen (Ramos 88'), Hupperts, Sutchuin Djoum, Donald, Kali, Jansen, Shkurtaj (Pluim 61') | Mulder, Janmaat, de Vrij, Kongolo, Martins Indi, Clasie, Immers, Vilhena, Armenteros (Goossens 78'), Pellè, Boëtius |  |
| Stadion: Parkstad Limburg Stadion, Kerkrade Toeschouwers: 13.793 Scheidsrechter: Danny Makkelie |                  |           |                                      | Kurto, Monteyne, Luijckx, Biemans, van Peppen (Ramos 88'), Hupperts, Sutchuin Djoum, Donald, Kali, Jansen, Shkurtaj (Pluim 61') | Mulder, Janmaat, de Vrij, Kongolo, Martins Indi, Clasie, Immers, Vilhena, Armenteros (Goossens 78'), Pellè, Boëtius |  |
|                                                                                                 |                  |           |                                      | | |  |

| 08 februari 2014, 19u45                                                                 | NAC Breda                               | 2-0 (0-0) | Roda JC Kerkrade | Opstelling NAC Breda | Opstelling Roda JC Kerkrade |  |
| Stadion: Rat Verlegh Stadion, Breda Toeschouwers: 17.550 Scheidsrechter: Tom van Sichem | Adnane Tighadouini 73' Stipe Perica 87' |           |                  | ten Rouwelaar, De Roover, Drost, Buijs, van der Weg, Matić, Seuntjens (Perica 73'), Suk, Verbeek, Poepon (Swerts 82'), Sarpong (Tighadouini 65') | Kurto, Letschert, Luijckx, Biemans, van Peppen, Hupperts, Bonevacia, Donald, Sutchuin Djoum, Jansen (Höcher 21'), Pluim (Shkurtaj 88') |  |
| Stadion: Rat Verlegh Stadion, Breda Toeschouwers: 17.550 Scheidsrechter: Tom van Sichem |                                         |           |                  | ten Rouwelaar, De Roover, Drost, Buijs, van der Weg, Matić, Seuntjens (Perica 73'), Suk, Verbeek, Poepon (Swerts 82'), Sarpong (Tighadouini 65') | Kurto, Letschert, Luijckx, Biemans, van Peppen, Hupperts, Bonevacia, Donald, Sutchuin Djoum, Jansen (Höcher 21'), Pluim (Shkurtaj 88') |  |
| Stadion: Rat Verlegh Stadion, Breda Toeschouwers: 17.550 Scheidsrechter: Tom van Sichem |                                         |           |                  | ten Rouwelaar, De Roover, Drost, Buijs, van der Weg, Matić, Seuntjens (Perica 73'), Suk, Verbeek, Poepon (Swerts 82'), Sarpong (Tighadouini 65') | Kurto, Letschert, Luijckx, Biemans, van Peppen, Hupperts, Bonevacia, Donald, Sutchuin Djoum, Jansen (Höcher 21'), Pluim (Shkurtaj 88') |  |
|                                                                                         |                                         |           |                  | | |  |

| 15 februari 2014, 19u45                                                                     | Roda JC Kerkrade | 0-1 (0-0) | ADO Den Haag       | Opstelling Roda JC Kerkrade | Opstelling ADO Den Haag |  |
| Stadion: Parkstad Limburg Stadion, Kerkrade Toeschouwers: 13.997 Scheidsrechter: Kevin Blom |                  |           | 53' Mitchell Schet | Kurto, Letschert, Luijckx, Ramos (Shkurtaj 78'), van Peppen, Hupperts, Kali, Donald, Sutchuin Djoum (Bonevacia 63'), Paulissen (Höcher 81'), Pluim | Zwinkels, Zuiverloon, Wormgoor, Bakker, Meijers, Malone, Holla (Kanon 90'), Gehrt (Kramer 88'), Schet, van Duinen, Wildschut (van Haaren 81') |  |
| Stadion: Parkstad Limburg Stadion, Kerkrade Toeschouwers: 13.997 Scheidsrechter: Kevin Blom |                  |           |                    | Kurto, Letschert, Luijckx, Ramos (Shkurtaj 78'), van Peppen, Hupperts, Kali, Donald, Sutchuin Djoum (Bonevacia 63'), Paulissen (Höcher 81'), Pluim | Zwinkels, Zuiverloon, Wormgoor, Bakker, Meijers, Malone, Holla (Kanon 90'), Gehrt (Kramer 88'), Schet, van Duinen, Wildschut (van Haaren 81') |  |
| Stadion: Parkstad Limburg Stadion, Kerkrade Toeschouwers: 13.997 Scheidsrechter: Kevin Blom |                  |           |                    | Kurto, Letschert, Luijckx, Ramos (Shkurtaj 78'), van Peppen, Hupperts, Kali, Donald, Sutchuin Djoum (Bonevacia 63'), Paulissen (Höcher 81'), Pluim | Zwinkels, Zuiverloon, Wormgoor, Bakker, Meijers, Malone, Holla (Kanon 90'), Gehrt (Kramer 88'), Schet, van Duinen, Wildschut (van Haaren 81') |  |
|                                                                                             |                  |           |                    | | |  |

| 22 februari 2014, 19u45                                                             | SC Cambuur             | 1-0 (0-0) | Roda JC Kerkrade | Opstelling SC Cambuur | Opstelling Roda JC Kerkrade |  |
| Stadion: Cambuurstadion, Leeuwarden Toeschouwers: 9.870 Scheidsrechter: Bas Nijhuis | Paco van Moorsel 90+2' |           |                  | Nienhuis, Droste, Leeuwin, van der Laan, Bijker, Bakker (van Moorsel 66'), van Brakel (Mulders 90'), Ritzmaier, Lukoki, Barto, Manu (Schepers 83') | Kurto, Letschert, Luijckx, Ramos, van Peppen, Hupperts, Kali, Donald, Sutchuin Djoum, Paulissen (Höcher 76'), Németh (Monteyne 76') |  |
| Stadion: Cambuurstadion, Leeuwarden Toeschouwers: 9.870 Scheidsrechter: Bas Nijhuis |                        |           |                  | Nienhuis, Droste, Leeuwin, van der Laan, Bijker, Bakker (van Moorsel 66'), van Brakel (Mulders 90'), Ritzmaier, Lukoki, Barto, Manu (Schepers 83') | Kurto, Letschert, Luijckx, Ramos, van Peppen, Hupperts, Kali, Donald, Sutchuin Djoum, Paulissen (Höcher 76'), Németh (Monteyne 76') |  |
| Stadion: Cambuurstadion, Leeuwarden Toeschouwers: 9.870 Scheidsrechter: Bas Nijhuis |                        |           |                  | Nienhuis, Droste, Leeuwin, van der Laan, Bijker, Bakker (van Moorsel 66'), van Brakel (Mulders 90'), Ritzmaier, Lukoki, Barto, Manu (Schepers 83') | Kurto, Letschert, Luijckx, Ramos, van Peppen, Hupperts, Kali, Donald, Sutchuin Djoum, Paulissen (Höcher 76'), Németh (Monteyne 76') |  |
|                                                                                     |                        |           |                  | | |  |

### Maart
| 01 maart 2014, 20u45                                                             | Vitesse                                                 | 3-0 (2-0) | Roda JC Kerkrade | Opstelling Vitesse | Opstelling Roda JC Kerkrade |  |
| Stadion: GelreDome, Arnhem Toeschouwers: 16.908 Scheidsrechter: Richard Liesveld | Mike Havenaar 14' Marko Vejinović 29' Mike Havenaar 76' |           |                  | Velthuizen, van der Struijk (Qazaishvili 64'), Kasjia, van der Heijden, Achenteh, Pröpper, Vejinović, Labyad (Piazon 64'), Ibarra, Havenaar, Atsu (Traoré 80') | Kurto, Monteyne, Letschert, Bonevacia(28'), van Peppen, Hupperts (Paulissen 40'), Sutchuin Djoum (De Beule 68'), Donald, Kali, Höcher, Németh (Powel 80') |  |
| Stadion: GelreDome, Arnhem Toeschouwers: 16.908 Scheidsrechter: Richard Liesveld |                                                         |           |                  | Velthuizen, van der Struijk (Qazaishvili 64'), Kasjia, van der Heijden, Achenteh, Pröpper, Vejinović, Labyad (Piazon 64'), Ibarra, Havenaar, Atsu (Traoré 80') | Kurto, Monteyne, Letschert, Bonevacia(28'), van Peppen, Hupperts (Paulissen 40'), Sutchuin Djoum (De Beule 68'), Donald, Kali, Höcher, Németh (Powel 80') |  |
| Stadion: GelreDome, Arnhem Toeschouwers: 16.908 Scheidsrechter: Richard Liesveld |                                                         |           |                  | Velthuizen, van der Struijk (Qazaishvili 64'), Kasjia, van der Heijden, Achenteh, Pröpper, Vejinović, Labyad (Piazon 64'), Ibarra, Havenaar, Atsu (Traoré 80') | Kurto, Monteyne, Letschert, Bonevacia(28'), van Peppen, Hupperts (Paulissen 40'), Sutchuin Djoum (De Beule 68'), Donald, Kali, Höcher, Németh (Powel 80') |  |
|                                                                                  |                                                         |           |                  | | |  |

| 08 maart 2014, 19u45                                                                         | Roda JC Kerkrade                                    | 3-1 (1-0) | N.E.C.             | Opstelling Roda JC Kerkrade | Opstelling N.E.C. |  |
| Stadion: Parkstad Limburg Stadion, Kerkrade Toeschouwers: 15.421 Scheidsrechter: Pieter Vink | Guus Hupperts 30' Marc Höcher 53' Guus Hupperts 56' |           | 60' Michael Higdon | Kurto, Letschert, Luijckx, Ramos, van Peppen, Hupperts (Fledderus 90+4'), Sutchuin Djoum, Donald (De Beule 88'), Kali, Höcher, Powel (Demouge 82') | Johnsson, Vermijl, Nielsen, Haitz, Conboy, Jahanbakhsh (Hemlein 54'), Rieks, Koolwijk, Štefánik (Pálsson(90+1') 54'), Higdon, Foor |  |
| Stadion: Parkstad Limburg Stadion, Kerkrade Toeschouwers: 15.421 Scheidsrechter: Pieter Vink |                                                     |           |                    | Kurto, Letschert, Luijckx, Ramos, van Peppen, Hupperts (Fledderus 90+4'), Sutchuin Djoum, Donald (De Beule 88'), Kali, Höcher, Powel (Demouge 82') | Johnsson, Vermijl, Nielsen, Haitz, Conboy, Jahanbakhsh (Hemlein 54'), Rieks, Koolwijk, Štefánik (Pálsson(90+1') 54'), Higdon, Foor |  |
| Stadion: Parkstad Limburg Stadion, Kerkrade Toeschouwers: 15.421 Scheidsrechter: Pieter Vink |                                                     |           |                    | Kurto, Letschert, Luijckx, Ramos, van Peppen, Hupperts (Fledderus 90+4'), Sutchuin Djoum, Donald (De Beule 88'), Kali, Höcher, Powel (Demouge 82') | Johnsson, Vermijl, Nielsen, Haitz, Conboy, Jahanbakhsh (Hemlein 54'), Rieks, Koolwijk, Štefánik (Pálsson(90+1') 54'), Higdon, Foor |  |
|                                                                                              |                                                     |           |                    | | |  |

| 15 maart 2014, 19u45                                                               | Heracles Almelo                     | 2-1 (1-1) | Roda JC Kerkrade  | Opstelling Heracles Almelo | Opstelling Roda JC Kerkrade |
| Stadion: Polman Stadion, Almelo Toeschouwers: 8.471 Scheidsrechter: Pol van Boekel | Bryan Linssen 43' Bryan Linssen 78' |           | 14' Guus Hupperts |                            |                             |
| Stadion: Polman Stadion, Almelo Toeschouwers: 8.471 Scheidsrechter: Pol van Boekel |                                     |           |                   |                            |                             |
| Stadion: Polman Stadion, Almelo Toeschouwers: 8.471 Scheidsrechter: Pol van Boekel |                                     |           |                   |                            |                             |
|                                                                                    |                                     |           |                   |                            |                             |

| 22 maart 2014, 19u45                                     | PSV                                                 | 3-1 (1-1) | Roda JC Kerkrade      | Opstelling PSV | Opstelling Roda JC Kerkrade |
| Stadion: Philips Stadion, Eindhoven Toeschouwers: 32.700 | Jürgen Locadia 14' Bryan Ruiz 63' Jeffrey Bruma 75' |           | 14' Mitchel Paulissen |                |                             |
| Stadion: Philips Stadion, Eindhoven Toeschouwers: 32.700 |                                                     |           |                       |                |                             |
| Stadion: Philips Stadion, Eindhoven Toeschouwers: 32.700 |                                                     |           |                       |                |                             |
|                                                          |                                                     |           |                       |                |                             |

| 30 maart 2014, 14u30                                             | Roda JC Kerkrade | 0-1 (0-1) | RKC Waalwijk       | Opstelling Roda JC Kerkrade | Opstelling RKC Waalwijk |
| Stadion: Parkstad Limburg Stadion, Kerkrade Toeschouwers: 15.374 |                  |           | 22' Romeo Castelen |                             |                         |
| Stadion: Parkstad Limburg Stadion, Kerkrade Toeschouwers: 15.374 |                  |           |                    |                             |                         |
| Stadion: Parkstad Limburg Stadion, Kerkrade Toeschouwers: 15.374 |                  |           |                    |                             |                         |
|                                                                  |                  |           |                    |                             |                         |

### April
| 06 april 2014, 16u30                                             | Roda JC Kerkrade                  | 2-2 (1-1) | AZ                                       | Opstelling Roda JC Kerkrade | Opstelling AZ |
| Stadion: Parkstad Limburg Stadion, Kerkrade Toeschouwers: 14.421 | Berry Powel 25' Guus Hupperts 70' |           | 41' Markus Henriksen 59' Aron Jóhannsson |                             |               |
| Stadion: Parkstad Limburg Stadion, Kerkrade Toeschouwers: 14.421 |                                   |           |                                          |                             |               |
| Stadion: Parkstad Limburg Stadion, Kerkrade Toeschouwers: 14.421 |                                   |           |                                          |                             |               |
|                                                                  |                                   |           |                                          |                             |               |

| 12 april 2014, 20u45                                     | FC Twente                                | 3-0 (2-0) | Roda JC Kerkrade | Opstelling FC Twente | Opstelling Roda JC Kerkrade |
| Stadion: De Grolsch Veste, Enschede Toeschouwers: 29.600 | Torgeir Børven 11, 25' Kyle Ebecilio 53' |           |                  |                      |                             |
| Stadion: De Grolsch Veste, Enschede Toeschouwers: 29.600 |                                          |           |                  |                      |                             |
| Stadion: De Grolsch Veste, Enschede Toeschouwers: 29.600 |                                          |           |                  |                      |                             |
|                                                          |                                          |           |                  |                      |                             |

| 27 april 2014, 14u30                                             | Roda JC Kerkrade | 1-2 (1-1) | FC Groningen                           | Opstelling Roda JC Kerkrade | Opstelling FC Groningen |
| Stadion: Parkstad Limburg Stadion, Kerkrade Toeschouwers: 15.617 | Hans Hateboer 3' |           | 54' Richairo Živković 60' Filip Kostić |                             |                         |
| Stadion: Parkstad Limburg Stadion, Kerkrade Toeschouwers: 15.617 |                  |           |                                        |                             |                         |
| Stadion: Parkstad Limburg Stadion, Kerkrade Toeschouwers: 15.617 |                  |           |                                        |                             |                         |
|                                                                  |                  |           |                                        |                             |                         |

### Mei
| 03 mei 2014, 18u45                                      | Go Ahead Eagles | 0-1 (0-1) | Roda JC Kerkrade  | Opstelling Go Ahead Eagles | Opstelling Roda JC Kerkrade |
| Stadion: De Adelaarshorst, Deventer Toeschouwers: 8.011 |                 |           | 16' Davy De Beule |                            |                             |
| Stadion: De Adelaarshorst, Deventer Toeschouwers: 8.011 |                 |           |                   |                            |                             |
| Stadion: De Adelaarshorst, Deventer Toeschouwers: 8.011 |                 |           |                   |                            |                             |
|                                                         |                 |           |                   |                            |                             |

## KNVB Beker

### 2e Ronde
| 25 september 2013, 17u00                                                        | Rijnsburgse Boys       | 1-2 (1-2) | Roda JC Kerkrade *                  | Opstelling Rijnsburgse Boys | Opstelling Roda JC Kerkrade * |  |
| Stadion: Sportpark Middelmors, Rijnsburg Scheidsrechter: Martin van den Kerkhof | Martin van Eeuwijk 20' |           | 27' Frank Demouge 34' Frank Demouge | van den Burg, Olenski, Strooker, Winter, Martina (Wijks 60'), van Eeuwijk, Ignacio, van der Vijver, van den Boogaart, Zandbergen, Rottiné (Breinburg 65') | Kurto, Dijkhuizen(37'), Luijckx, Biemans, Sutchuin Djoum, Höcher (Hupperts 46'), Pluim (Bonevacia 38'), Donald (Paulissen 87'), Kali, Fledderus, Demouge |  |
| Stadion: Sportpark Middelmors, Rijnsburg Scheidsrechter: Martin van den Kerkhof |                        |           |                                     | van den Burg, Olenski, Strooker, Winter, Martina (Wijks 60'), van Eeuwijk, Ignacio, van der Vijver, van den Boogaart, Zandbergen, Rottiné (Breinburg 65') | Kurto, Dijkhuizen(37'), Luijckx, Biemans, Sutchuin Djoum, Höcher (Hupperts 46'), Pluim (Bonevacia 38'), Donald (Paulissen 87'), Kali, Fledderus, Demouge |  |
| Stadion: Sportpark Middelmors, Rijnsburg Scheidsrechter: Martin van den Kerkhof |                        |           |                                     | van den Burg, Olenski, Strooker, Winter, Martina (Wijks 60'), van Eeuwijk, Ignacio, van der Vijver, van den Boogaart, Zandbergen, Rottiné (Breinburg 65') | Kurto, Dijkhuizen(37'), Luijckx, Biemans, Sutchuin Djoum, Höcher (Hupperts 46'), Pluim (Bonevacia 38'), Donald (Paulissen 87'), Kali, Fledderus, Demouge |  |
| Bijz.: * Geplaatst voor 3e ronde KNVB Beker                                     |                        |           |                                     | | |  |

### 3e Ronde
| 30 oktober 2013, 18u45                                                                  | PSV               | 1-3 (0-2) | Roda JC Kerkrade *                                         | Opstelling PSV | Opstelling Roda JC Kerkrade * |  |
| Stadion: Philips Stadion, Eindhoven Toeschouwers: 19.000 Scheidsrechter: Pol van Boekel | Joshua Brenet 87' |           | 18' Mark-Jan Fledderus 37' Guus Hupperts 67' Guus Hupperts | Bertrams, Bruma, Hendrix, Willems, Brenet, Hiljemark (Maher 46'), Schaars, Toivonen (Bakkali 76'), Depay, Matavž, Narsingh (Locadia 65') | Kurto, Biemans, van Peppen, Luijckx, Dijkhuizen (Sutchuin Djoum 82'), Donald (Bonevacia 68'), Pluim, Fledderus, Kali, Hupperts (Höcher 79'), Demouge |  |
| Stadion: Philips Stadion, Eindhoven Toeschouwers: 19.000 Scheidsrechter: Pol van Boekel |                   |           |                                                            | Bertrams, Bruma, Hendrix, Willems, Brenet, Hiljemark (Maher 46'), Schaars, Toivonen (Bakkali 76'), Depay, Matavž, Narsingh (Locadia 65') | Kurto, Biemans, van Peppen, Luijckx, Dijkhuizen (Sutchuin Djoum 82'), Donald (Bonevacia 68'), Pluim, Fledderus, Kali, Hupperts (Höcher 79'), Demouge |  |
| Stadion: Philips Stadion, Eindhoven Toeschouwers: 19.000 Scheidsrechter: Pol van Boekel |                   |           |                                                            | Bertrams, Bruma, Hendrix, Willems, Brenet, Hiljemark (Maher 46'), Schaars, Toivonen (Bakkali 76'), Depay, Matavž, Narsingh (Locadia 65') | Kurto, Biemans, van Peppen, Luijckx, Dijkhuizen (Sutchuin Djoum 82'), Donald (Bonevacia 68'), Pluim, Fledderus, Kali, Hupperts (Höcher 79'), Demouge |  |
| Bijz.: * Geplaatst voor 1/8 finale KNVB Beker                                           |                   |           |                                                            | | |  |

### 1/8 Finale
| 18 december 2013, 19u45                                                                    | Roda JC Kerkrade *                                    | 3-1 (0-0) | Vitesse                 | Opstelling Roda JC Kerkrade * | Opstelling Vitesse |  |
| Stadion: Parkstad Limburg Stadion, Kerkrade Toeschouwers: 6.788 Scheidsrechter: Kevin Blom | Guus Hupperts 66' Marc Höcher 83' Guus Hupperts 90+4' |           | 75' Patrick van Aanholt | Kurto, van Peppen, Biemans, Dijkhuizen (Monteyne 46'), Kali (Shkurtaj 88'), Sutchuin Djoum, Donald, Paulissen (Höcher 82'), Bonevacia, Hupperts, Németh | Velthuizen, Kasjia, Leerdam, van Aanholt, Pröpper, van der Heijden (Hutchinson 87'), Vejinović (Mori 87'), Atsu (Qazaishvili 81'), Tsjantoeria, Piazon, Ibarra |  |
| Stadion: Parkstad Limburg Stadion, Kerkrade Toeschouwers: 6.788 Scheidsrechter: Kevin Blom |                                                       |           |                         | Kurto, van Peppen, Biemans, Dijkhuizen (Monteyne 46'), Kali (Shkurtaj 88'), Sutchuin Djoum, Donald, Paulissen (Höcher 82'), Bonevacia, Hupperts, Németh | Velthuizen, Kasjia, Leerdam, van Aanholt, Pröpper, van der Heijden (Hutchinson 87'), Vejinović (Mori 87'), Atsu (Qazaishvili 81'), Tsjantoeria, Piazon, Ibarra |  |
| Stadion: Parkstad Limburg Stadion, Kerkrade Toeschouwers: 6.788 Scheidsrechter: Kevin Blom |                                                       |           |                         | Kurto, van Peppen, Biemans, Dijkhuizen (Monteyne 46'), Kali (Shkurtaj 88'), Sutchuin Djoum, Donald, Paulissen (Höcher 82'), Bonevacia, Hupperts, Németh | Velthuizen, Kasjia, Leerdam, van Aanholt, Pröpper, van der Heijden (Hutchinson 87'), Vejinović (Mori 87'), Atsu (Qazaishvili 81'), Tsjantoeria, Piazon, Ibarra |  |
| Bijz.: * Geplaatst voor 1/4 finale KNVB Beker                                              |                                                       |           |                         | | |  |

### 1/4 Finale
| 21 januari 2014, 20u45                                                                           | Roda JC Kerkrade | 0-2 (0-1) | AZ*                                  | Opstelling Roda JC Kerkrade                                                                                                | Opstelling AZ* |  |
| Stadion: Parkstad Limburg Stadion, Kerkrade Toeschouwers: 8.385 Scheidsrechter: Serdar Gözübüyük |                  |           | 32' Bart Biemans 59' Aron Jóhannsson | Kurto, Dijkhuizen, Luijckx, Biemans, Monteyne, Hupperts, Sutchuin Djoum, Donald, Kali, Paulissen (Höcher 74'), Németh(57') | Esteban, Reijnen, Gouweleeuw, Wuytens, Viergever, Gudelj, Ortíz (Henriksen 86', Elm, Berghuis (Guðmundsson 74', Jóhannsson, Beerens |  |
| Stadion: Parkstad Limburg Stadion, Kerkrade Toeschouwers: 8.385 Scheidsrechter: Serdar Gözübüyük |                  |           |                                      | Kurto, Dijkhuizen, Luijckx, Biemans, Monteyne, Hupperts, Sutchuin Djoum, Donald, Kali, Paulissen (Höcher 74'), Németh(57') | Esteban, Reijnen, Gouweleeuw, Wuytens, Viergever, Gudelj, Ortíz (Henriksen 86', Elm, Berghuis (Guðmundsson 74', Jóhannsson, Beerens |  |
| Stadion: Parkstad Limburg Stadion, Kerkrade Toeschouwers: 8.385 Scheidsrechter: Serdar Gözübüyük |                  |           |                                      | Kurto, Dijkhuizen, Luijckx, Biemans, Monteyne, Hupperts, Sutchuin Djoum, Donald, Kali, Paulissen (Höcher 74'), Németh(57') | Esteban, Reijnen, Gouweleeuw, Wuytens, Viergever, Gudelj, Ortíz (Henriksen 86', Elm, Berghuis (Guðmundsson 74', Jóhannsson, Beerens |  |
| Bijz.: * Geplaatst voor 1/2 finale KNVB Beker                                                    |                  |           |                                      | | |  |

ADO Den Haag ·
Ajax ·
AZ ·
SC Cambuur ·
Feyenoord ·
Go Ahead Eagles ·
FC Groningen ·
sc Heerenveen ·
Heracles Almelo ·
NAC Breda ·
N.E.C. ·
PEC Zwolle · 
PSV ·
RKC Waalwijk ·
Roda JC Kerkrade ·
FC Twente ·
FC Utrecht ·
Vitesse